# Чемпіонат України із шахів серед жінок
Чемпіонат України з шахів серед жінок — щорічний турнір під егідою Федерації шахів України, який виявляє найсильніших шахісток країни. Чемпіонати проводяться з 1935 року, і до 1992 року відбувалися в рамках республіканських змагань і часто були відбірними заходами до першостей СРСР. З 1992 року проводяться національні чемпіонати. 
Найтитулованішими шахістками є Берта Вайсберг, яка 7 разів перемагала у чемпіонатах України (з них чотири рази ділила 1 місце з іншими шахістками), та Любов Коган (Якір) — 6 перемог (усі одноосібно).

## Чемпіонати УРСР

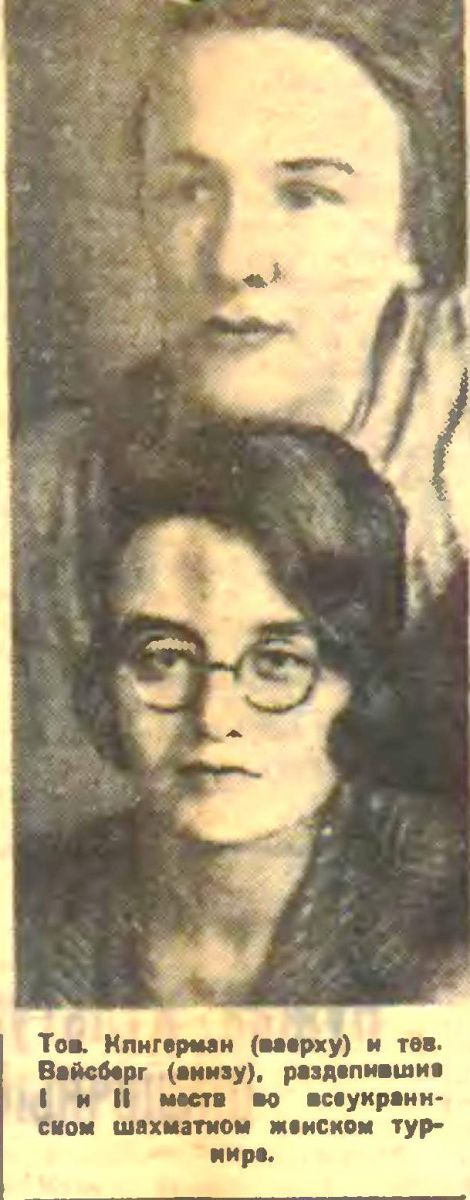
Берта Вайсберг (внизу) і Роза Клігерман — перші чемпіонки України

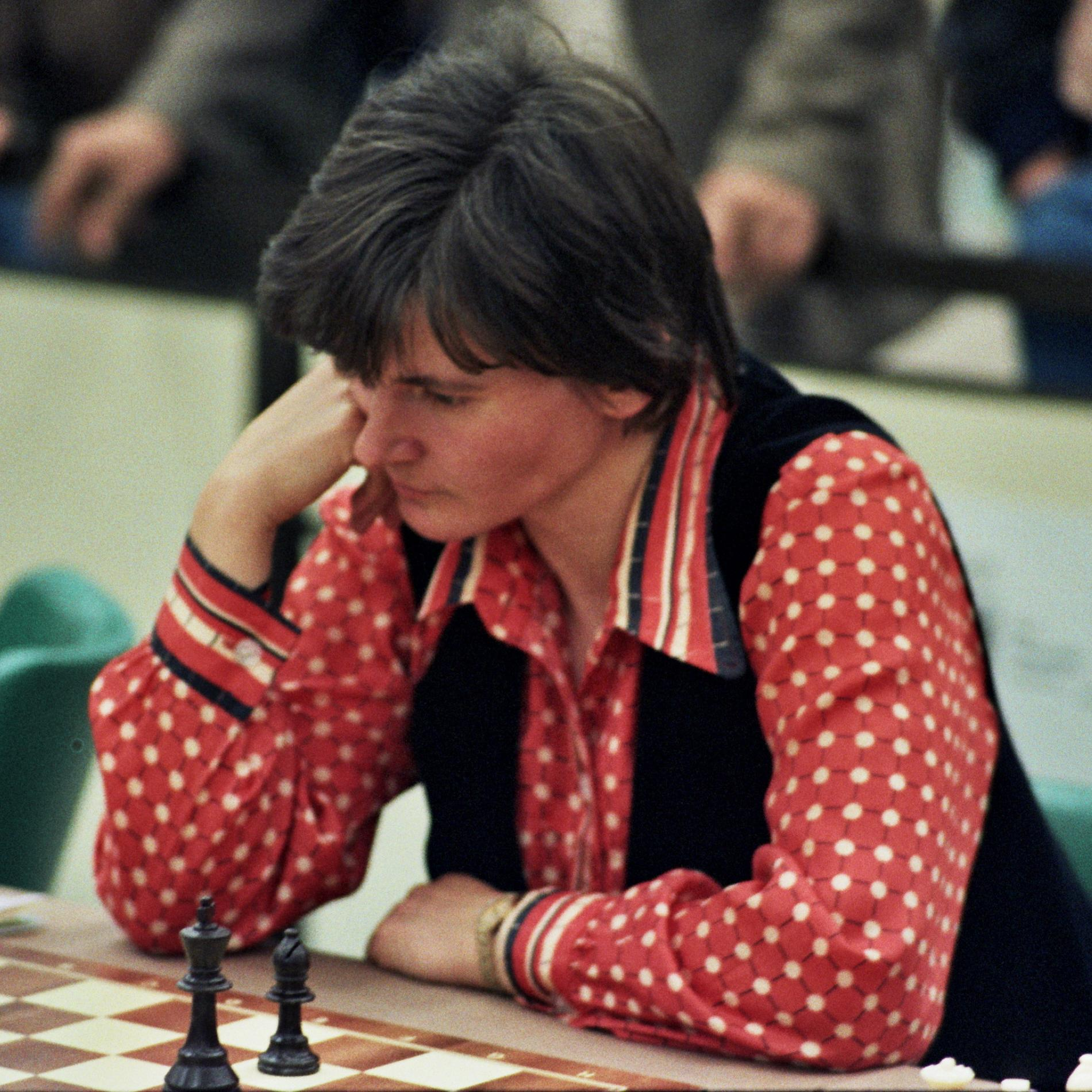
Лідія Семенова — чемпіонка УРСР (1971) та України (1997)

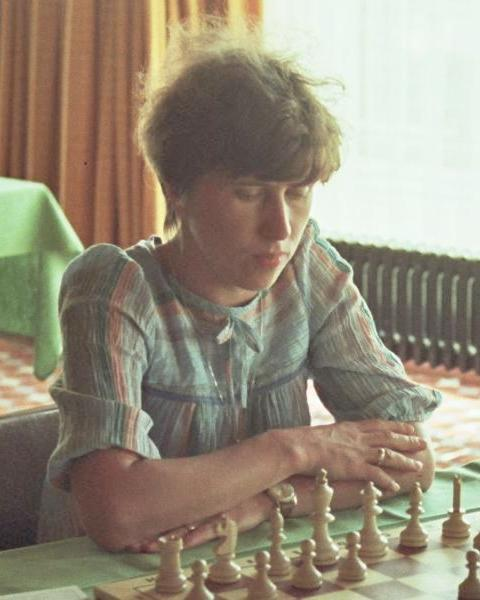
Марта Літинська — чемпіонка УРСР (1967, 1977) та України (1995)

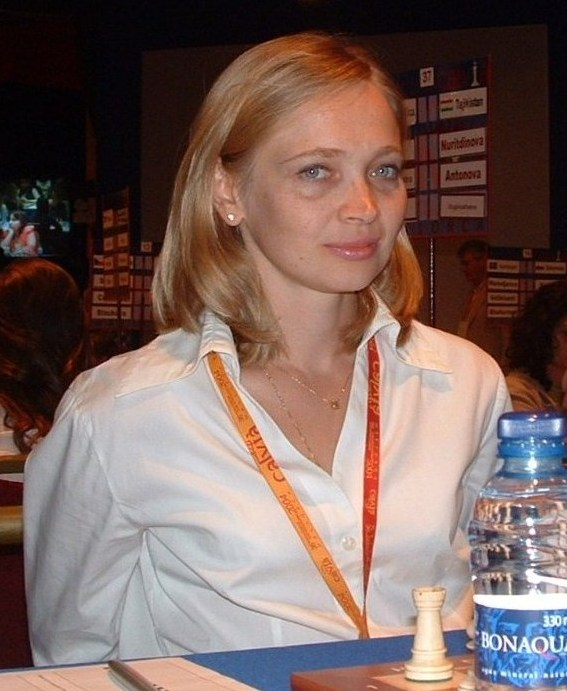
Олена Седіна — дворазова чемпіонка УРСР (1988, 1990)

| №  | Рік проведення | Дата проведення        | Місце проведення | Система розіграшу | Переможниця                      | Чемпіонка представляла | Результат | Результат | Результат | Результат |
| №  | Рік проведення | Дата проведення        | Місце проведення | Система розіграшу | Переможниця                      | Чемпіонка представляла | Очки      | +         | −         | =         |
| -- | -------------- | ---------------------- | ---------------- | ----------------- | -------------------------------- | ---------------------- | --------- | --------- | --------- | --------- |
| 1  | 1935           | 2 — ? вересня          | Київ             | колова            | Берта Вайсберг                   | Київ                   | 11 з 14   |           |           |           |
| 1  | 1935           | 2 — ? вересня          | Київ             | колова            | Роза Клігерман                   | Київ                   | 11 з 14   |           |           |           |
| 2  | 1936           | лютий                  | Київ             | колова            | Берта Вайсберг (2)               | Київ                   | 9 з 12    |           |           |           |
| 2  | 1936           | лютий                  | Київ             | колова            | Роза Клігерман (2)               | Київ                   | 9 з 12    |           |           |           |
| 2  | 1936           | лютий                  | Київ             | колова            | Зінаїда Артем'єва                | Київ                   | 9 з 12    |           |           |           |
| 3  | 1937           | 18 червня — 10 липня   | Київ             | колова            | Тамара Добровольська             | Київ                   | 12½ з 15  | 11        | 1         | 3         |
| 4  | 1938           | 11 — 27 вересня        | Київ             | колова            | Берта Вайсберг (3)               | Київ                   | 10½ з 15  | 8         | 2         | 5         |
| 4  | 1938           | 11 — 27 вересня        | Київ             | колова            | Софія Соколик                    | Запоріжжя              | 10½ з 15  | 10        | 4         | 1         |
| 4  | 1938           | 11 — 27 вересня        | Київ             | колова            | Зінаїда Артем'єва (2)            | Київ                   | 10½ з 15  | 8         | 2         | 5         |
| 5  | 1939           | грудень                |                  | колова            | Сара Слободяник                  | Одеса                  | 8½ з 10   |           |           |           |
| 6  | 1946           |                        | Київ             | колова            | Берта Вайсберг (4)               | Київ                   | 10 з 11   | 9         | 0         | 2         |
| 7  | 1947           | червень                | Київ             | колова            | Любов Коган                      | Київ                   | 9 з 10    | 9         | 1         | 0         |
| 8  | 1948           |                        | Київ             | колова            | Любов Коган (2)                  | Київ                   | 10 з 13   | 10        | 3         | 0         |
| 9  | 1949           |                        | Одеса            | колова            | Берта Корсунська                 | Одеса                  | 7½ з 11   | 6         | 2         | 3         |
| 9  | 1949           | Циля Фрід              | Одеса            | колова            | Одеса                            | 7½ з 11                | 5         | 1         | 5         |           |
| 10 | 1950           | 21 травня — 12 червня  | Київ             | колова            | Берта Вайсберг (5)               | Київ                   | 11½ з 14  | 10        | 1         | 3         |
| 10 | 1950           | 21 травня — 12 червня  | Київ             | колова            | Алла Рубінчик                    | Київ                   | 11½ з 14  | 11        | 2         | 1         |
| 11 | 1951           | червень — липень       | Київ             | колова            | Любов Коган (3)                  | Київ                   | 10½ з 14  | 7         | 0         | 7         |
| 12 | 1952           | 26 лютого — 20 березня | Київ             | колова            | Любов Коган (4)                  | Київ                   | 12 з 15   | 10        | 1         | 4         |
| 13 | 1953           | 25 червня — 21 липня   | Київ             | колова            | Любов Коган (5)                  | Київ                   | 12½ з 17  | 9         | 1         | 7         |
| 14 | 1954           | жовтень — 4 листопада  | Київ             | колова            | Любов Коган (6)                  | Київ                   | 11 з 14   | 9         | 1         | 4         |
| 15 | 1955           | 12 жовтня — ?          | Київ             | колова            | Естер Гольдберг                  | Київ                   | 10½ з 14  | 8         | 1         | 5         |
| 16 | 1956           | 2—23 квітня            | Київ             | колова            | Берта Вайсберг (6)               | Київ                   | 13 з 17   | 9         | 0         | 8         |
| 16 | 1956           | 2—23 квітня            | Київ             | колова            | Людмила Руденко (поза конкурсом) | Ленінград              | 13 з 17   |           |           |           |
| 17 | 1957           | 19 березня — 16 квітня | Київ             | колова            | Олена Малинова                   | Київ                   | 13 з 17   |           |           |           |
| 18 | 1958           | 21 березня — 15 квітня | Київ             | колова            | Ніна Русинкевич                  | Сталіно                | 12 з 17   |           |           |           |
| 19 | 1959           | 21 березня — 16 квітня | Київ             | колова            | Берта Вайсберг (7)               | Київ                   | 12½ з 17  | 10        | 2         | 5         |
| 20 | 1960           | 24 березня — 18 квітня | Київ             | колова            | Олена Малинова (2)               | Київ                   | 12½ з 17  |           |           |           |
| 21 | 1961           | 2—27 квітня            | Київ             | колова            | Ольга Андреєва                   | Харків                 | 12 з 17   | 10        | 3         | 4         |
| 22 | 1962           | 10 травня —6 червня    | Київ             | колова            | Олена Малинова (3)               | Київ                   | 9 з 17    | 5         | 4         | 8         |
| 23 | 1963           | 7—31 травня            | Київ             | колова            | Любов Ідельчик                   | Харків                 | 13 з 15   | 11        | 0         | 4         |
| 24 | 1964           | 29 травня —18 червня   | Івано-Франківськ | колова            | Раїса Вапнична                   | Чернівці               | 11 з 15   | 10        | 3         | 2         |
| 25 | 1965           | 8—28 червня            | Севастополь      | колова            | Ольга Андреєва (2)               | Харків                 | 12 з 15   | 11        | 2         | 2         |
| 26 | 1966           | 5 — 24 травня          | Харків           | колова            | Ольга Андреєва (3)               | Харків                 | 9½ з 13   | 8         | 2         | 3         |
| 27 | 1967           | 4 жовтня — ?           | Київ             | швейцарська       | Марта Шуль (Літинська)           | Львів                  | з 9       |           |           |           |
| 28 | 1968           | 19 березня — 8 квітня  | Трускавець       | колова            | Ніна Русинкевич (2)              | Донецьк                | 10½ з 14  | 8         | 1         | 5         |
| 29 | 1969           | 2—22 березня           | Чернівці         | колова            | Любов Ідельчик (2)               | Харків                 | 11 з 14   |           |           |           |
| 30 | 1970           | 28 квітня — 20 травня  | Харків           | колова            | Тетяна Морозова                  | Одеса                  | 9 з 12    | 8         | 2         | 2         |
| 31 | 1971           | 6—16 квітня            | Львів            | швейцарська       | Лідія Семенова                   | Київ                   | 8½ з 11   | 7         | 1         | 3         |
| 32 | 1972           | 6—22 травня            | Одеса            | колова            | Ольга Андреєва (4)               | Харків                 | 8½ з 12   |           |           |           |
| 33 | 1973           | 6—16 травня            | Львів            | швейцарська       | Олена Єліна                      | Дніпропетровськ        | 8 з 11    | 7         | 2         | 2         |
| 34 | 1974           | 6—19 травня            | Одеса            | швейцарська       | Лідія Муленко                    | Запоріжжя              | 8½ з 11   |           |           |           |
| 35 | 1975           | 1—8 березня            | Львів            | швейцарська       | Любов Щербина                    | Севастополь            | 6 з 7     |           |           |           |
| 36 | 1976           | 5—12 травня            | Одеса            | швейцарська       | Лідія Муленко (2)                | Запоріжжя              | 6½ з 8    | 5         | 0         | 3         |
| 37 | 1977           | 8—17 березня           | Львів            | швейцарська       | Марта Літинська (2)              | Львів                  | 7 з 9     | 5         | 0         | 4         |
| 38 | 1978           | 19—30 травня           | Харків           | швейцарська       | Любов Лисенко (Жильцова)         | Київ                   | 8 з 11    | 7         | 2         | 2         |
| 39 | 1979           | 3—22 травня            | Чернівці         | колова            | Олена Титова (Борич)             | Київ                   | 8½ з 12   | 6         | 1         | 5         |
| 40 | 1980           | 11—23 лютого           | Кіровоград       | швейцарська       | Лариса Мучник                    | Коростишів             | 9 з 11    | 8         | 1         | 2         |
| 41 | 1981           | 8—18 квітня            | Рівне            | швейцарська       | Наталія Гасюнас                  | Одеса                  | 9½ з 11   | 8         | 0         | 3         |
| 42 | 1982           | 16—27 квітня           | Євпаторія        | швейцарська       | Ірина Челушкіна                  | Львів                  | 8 з 10    |           |           |           |
| 43 | 1983           | 5—14 травня            | Житомир          | швейцарська       | Вікторія Артамонова              | Київ                   | 7½ з 9    | 7         | 1         | 1         |
| 44 | 1984           | 8—28 червня            | Львів            | колова            | Наталія Ручйова                  | Севастополь            | 12 з 15   | 10        | 1         | 4         |
| 45 | 1985           | 6—23 вересня           | Херсон           | колова            | Лариса Мучник (2)                | Миколаїв               | 9½ з 13   | 6         | 0         | 7         |
| 46 | 1986           | 5—24 травня            | Миколаїв         | колова            | Зоя Лельчук                      | Львів                  | 11 з 15   | 9         | 2         | 4         |
| 47 | 1987           | 29 травня — 16 червня  | Чернігів         | колова            | Ірина Челушкіна (2)              | Львів                  | 10 з 15   | 6         | 1         | 8         |
| 48 | 1988           | 5—23 травня            | Луганськ         | колова            | Олена Седіна                     | Київ                   | 10 з 15   | 6         | 1         | 8         |
| 49 | 1989           | травень                | Бердянськ        | колова            | Марія Непеїна                    | Луганськ               | 10½ з 15  | 7         | 1         | 7         |
| 50 | 1990           | 1—20 квітня            | Чернігів         | колова            | Олена Седіна (2)                 | Київ                   | 10 з 15   | 7         | 2         | 6         |
| 51 | 1991           | 11—28 квітня           | Сімферополь      | колова            | Марія Непеїна (2)                | Луганськ               | 10½ з 15  | 8         | 2         | 5         |

## Чемпіонати України

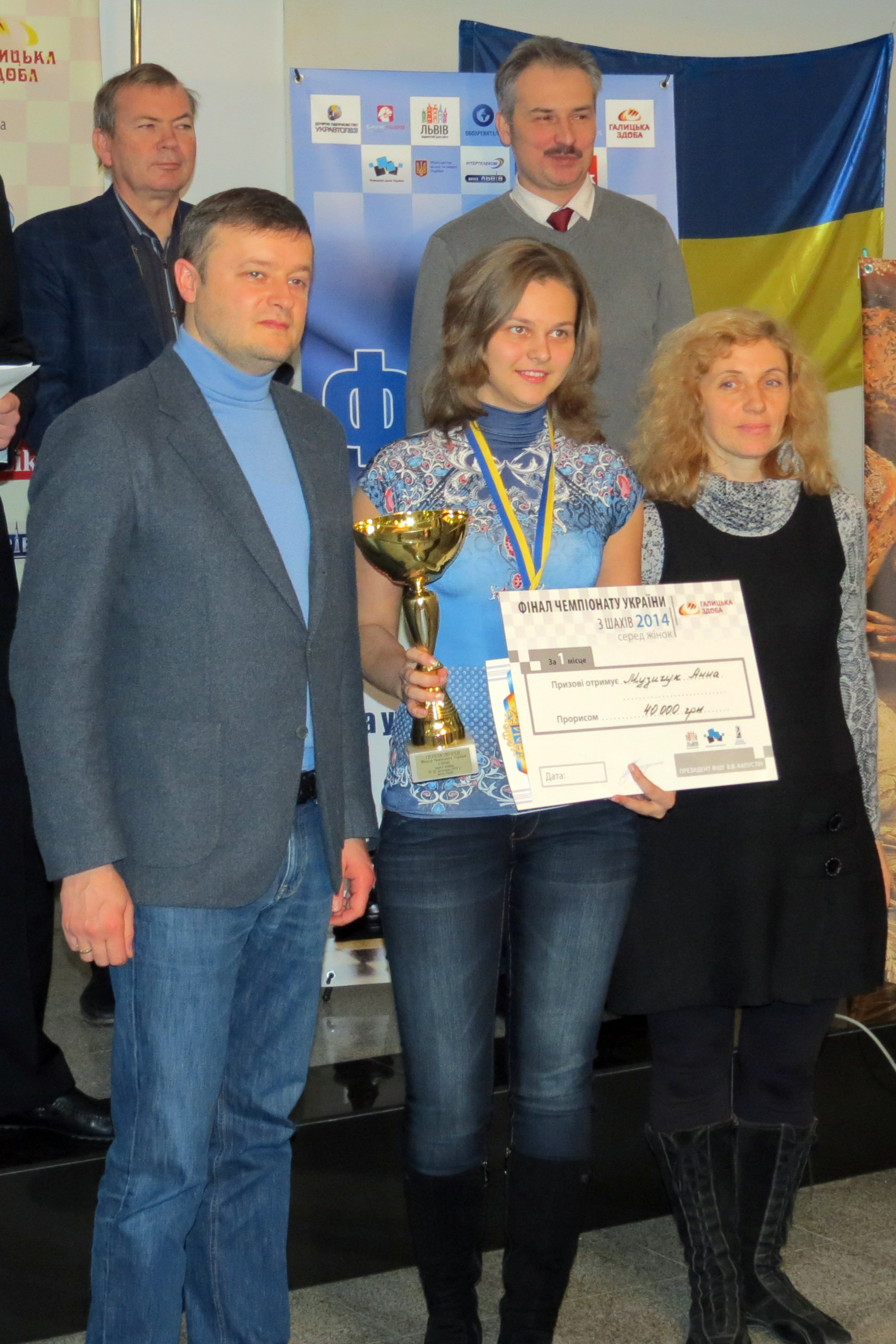
Анна Музичук — чемпіонка України 2003 та 2014 років

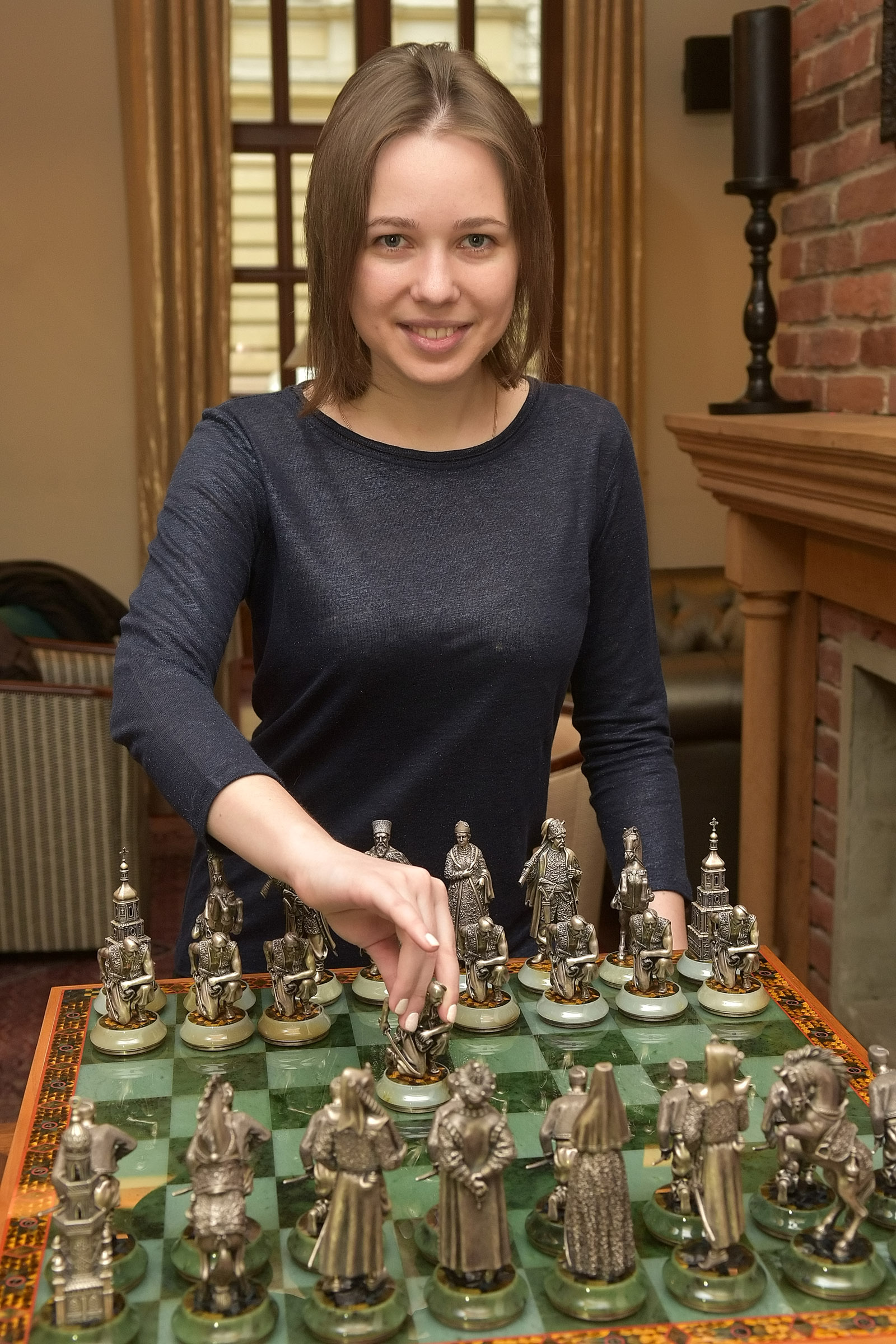
Марія Музичук — чемпіонка України 2012 та 2013 років

| №  | Рік проведення | Дата проведення         | Місце проведення | Система розіграшу | Представництво за рейтингом України (кількість шахісток) | Представництво за рейтингом України (кількість шахісток) | Чемпіонка              | Вік | Чемпіонка представляла | Результат | Результат | Результат | Результат |
| №  | Рік проведення | Дата проведення         | Місце проведення | Система розіграшу | 1—5 місця                                                | 1—10 місця                                               | Чемпіонка              | Вік | Чемпіонка представляла | Очки      | +         | −         | =         |
| -- | -------------- | ----------------------- | ---------------- | ----------------- | -------------------------------------------------------- | -------------------------------------------------------- | ---------------------- | --- | ---------------------- | --------- | --------- | --------- | --------- |
| 52 | 1992           | 12—29 вересня           | Херсон           | колова            | —                                                        | 2                                                        | Марія Непеїна (3)      | 22  | Луганськ               | 11½ з 15  | 9         | 1         | 5         |
| 53 | 1993           | серпень                 | Мелітополь       | колова            | —                                                        | —                                                        | Марія Декусар          | 20  | Харків                 | 10½ з 13  | 8         | 0         | 5         |
| 54 | 1994           | 2—10 травня             | Алушта           | швейцарська       | —                                                        | 2                                                        | Наталія Кисельова      | 15  | Луганськ               | 7 з 9     | 6         | 1         | 2         |
| 55 | 1995           | 18—26 лютого            | Маріуполь        | швейцарська       | 1                                                        | 4                                                        | Марта Літинська (3)    | 45  | Львів                  | 7 з 9     | 6         | 1         | 2         |
| 56 | 1996           | червень                 | Ялта             | швейцарська       | —                                                        | 1                                                        | Тетяна Меламед         | 22  | Чернігів               | 8½ з 11   | 6         | 0         | 5         |
| 57 | 1997           | 2—10 травня             | Алушта           | швейцарська       | —                                                        | 1                                                        | Лідія Семенова (2)     | 45  | Київ                   | 7 з 9     | 6         | 1         | 2         |
| 58 | 1998           | 6—15 травня             | Алушта           | швейцарська       | —                                                        | 1                                                        | Галина Шляхтич         | 25  | Калуш                  | 7 з 9     | 5         | 0         | 4         |
| 59 | 1999           | 6—14 вересня            | Алушта           | колова            | —                                                        | —                                                        | Надія Ядвижена         | 19  | Харків                 | 7½ з 9    | 6         | 0         | 3         |
| 60 | 2000           | І-ІІ квартал            | Севастополь      | швейцарська       | —                                                        | —                                                        | Катерина Рогонян       | 16  | Миколаїв               | 7 з 9     | 5         | 0         | 4         |
| 61 | 2001           | 26 березня — 8 квітня   | Краматорськ      | колова            | 2                                                        | 6                                                        | Ганна Затонських       | 22  | Маріуполь              | 9½ з 13   | 6         | 0         | 7         |
| 62 | 2002           | 2—11 травня             | Алушта           | швейцарська       | 3                                                        | 4                                                        | Тетяна Василевич       | 25  | Євпаторія              | 7 з 9     | 5         | 0         | 4         |
| 63 | 2003           | 3—12 листопада          | Миколаїв         | швейцарська       | 1                                                        | 3                                                        | Анна Музичук           | 13  | Стрий                  | 8½ з 9    | 8         | 0         | 1         |
| 64 | 2004           | 3—12 травня             | Алушта           | швейцарська       | 1                                                        | 3                                                        | Ольга Александрова     | 26  | Харків                 | 7 з 9     | 6         | 1         | 2         |
| 65 | 2005           | 15—24 травня            | Алушта           | швейцарська       | —                                                        | 3                                                        | Анна Ушеніна           | 19  | Харків                 | 7 з 9     | 6         | 0         | 3         |
| 66 | 2006           | 26 листопада — 6 грудня | Одеса            | колова            | 4                                                        | 5                                                        | Оксана Возовик         | 20  | Харків                 | 8 з 11    | 5         | 0         | 6         |
| 67 | 2007           | 6—16 грудня             | Полтава          | колова            | 1                                                        | 4                                                        | Тетяна Василевич (2)   | 30  | Євпаторія              | 8 з 11    | 5         | 0         | 6         |
| 68 | 2008           | грудень                 | Миколаїв         | колова            | 1                                                        | 3                                                        | Інна Гапоненко         | 32  | Херсон                 | 8½ з 11   | 7         | 1         | 3         |
| 69 | 2009           | 22—31 травня            | Євпаторія        | швейцарська       | —                                                        | 1                                                        | Євгенія Долуханова     | 24  | Харків                 | 7½ з 9    | 6         | 0         | 3         |
| 70 | 2010           | 12—21 листопада         | Полтава          | швейцарська       | 1                                                        | 3                                                        | Тетяна Василевич (3)   | 33  | Євпаторія              | 6½ з 9    | 5         | 1         | 3         |
| 71 | 2011           | 6—15 жовтня             | Полтава          | швейцарська       | 2                                                        | 2                                                        | Катерина Должикова     | 23  | Київ                   | 7 з 9     | 5         | 0         | 4         |
| 72 | 2012           | 24 вересня — 3 жовтня   | Харків           | колова            | 5                                                        | 8                                                        | Марія Музичук          | 20  | Стрий                  | 6½ з 9    | 4         | 0         | 5         |
| 73 | 2013           | 16—26 червня            | Київ             | колова            | 3                                                        | 5                                                        | Марія Музичук (2)      | 20  | Стрий                  | 7½ з 9    | 6         | 0         | 3         |
| 74 | 2014           | 12—24 листопада         | Львів            | колова            | 5                                                        | 7                                                        | Анна Музичук (2)       | 24  | Стрий                  | 6 з 8     | 4         | 0         | 4         |
| 75 | 2015           | 4—14 грудня             | Львів            | колова            | 1                                                        | 4                                                        | Анастасія Рахмангулова | 20  | Миколаїв               | 6½ з 9    | 5         | 1         | 3         |
| 76 | 2016           | 7—17 грудня             | Рівне            | колова            | 1                                                        | 4                                                        | Ліза Малахова          | 23  | Дніпро                 | 6 з 9     | 4         | 1         | 4         |
| 77 | 2017           | 7—17 грудня             | Житомир          | колова            | 2                                                        | 6                                                        | Юлія Осьмак            | 19  | Київ                   | 7 з 9     | 5         | 0         | 4         |
| 78 | 2018           | 10—20 грудня            | Київ             | колова            | 2                                                        | 4                                                        | Наталія Букса          | 22  | Львів                  | 7 з 9     | 5         | 0         | 4         |
| 79 | 2019           | 9—19 грудня             | Луцьк            | колова            | —                                                        | 5                                                        | Наталія Жукова         | 40  | Одеса                  | 7 з 9     | 5         | 0         | 4         |
| 80 | 2020           | 4—14 грудня             | Херсон           | швейцарська       | 2                                                        | 6                                                        | Наталія Букса (2)      | 24  | Львів                  | 7½ з 9    | 7         | 1         | 1         |
| 81 | 2021           | 7—18 грудня             | Харків           | колова            | —                                                        | 4                                                        | Катерина Должикова (2) | 33  | Київ                   | 6 з 9     | 5         | 2         | 2         |
| 82 | 2023           | 8—17 грудня             | Полтава          | швейцарська       | —                                                        | —                                                        | Маріца Цирульник       | 32  | Дніпро                 | 8 з 9     | 7         | 0         | 2         |
| 83 | 2024           | 14—23 грудня            | Львів            | швейцарська       | —                                                        | 1                                                        | Євгенія Торопцева      | 14  | Київ                   | 7 з 9     | 6         | 1         | 2         |

| Легенда таблиці | Легенда таблиці                                                             |
| --------------- | --------------------------------------------------------------------------- |
|                 | У турнірі брали участь п'ять найсильніших шахісток України за рейтингом Ело |

## Багаторазові переможниці
| № з/п | Шахістка          | Кількість перемог | Роки                                                             |
| ----- | ----------------- | ----------------- | ---------------------------------------------------------------- |
| 1     | Берта Вайсберг    | 7                 | 1935 (1-2), 1936 (1-3), 1938 (1-3), 1946, 1950 (1-2), 1956, 1959 |
| 2     | Любов Коган       | 6                 | 1947, 1948, 1951, 1952, 1953, 1954                               |
| 3     | Ольга Андреєва    | 4                 | 1961, 1965, 1966, 1972                                           |
| 4     | Олена Малинова    | 3                 | 1957, 1960, 1962                                                 |
| 4     | Марта Літинська   | 3                 | 1967, 1977, 1995                                                 |
| 4     | Марія Непеїна     | 3                 | 1989, 1991, 1992                                                 |
| 4     | Тетяна Василевич  | 3                 | 2002, 2007, 2010                                                 |
| 8     | Роза Клігерман    | 2                 | 1935 (1-2), 1936 (1-3)                                           |
| 8     | Зінаїда Артем'єва | 2                 | 1936 (1-3), 1938 (1-3)                                           |
| 8     | Ніна Русинкевич   | 2                 | 1958, 1968                                                       |
| 8     | Любов Ідельчик    | 2                 | 1963, 1969                                                       |
| 8     | Лідія Семенова    | 2                 | 1971, 1997                                                       |
| 8     | Лідія Муленко     | 2                 | 1974, 1976                                                       |
| 8     | Лариса Мучник     | 2                 | 1980, 1985                                                       |
| 8     | Ірина Челушкіна   | 2                 | 1982, 1987                                                       |
| 8     | Олена Седіна      | 2                 | 1988, 1990                                                       |
| 8     | Марія Музичук     | 2                 | 2012, 2013                                                       |
| 8     | Анна Музичук      | 2                 | 2003, 2014                                                       |
| 8     | Наталія Букса     | 2                 | 2018, 2020                                                       |

## Світлини чемпіонок України

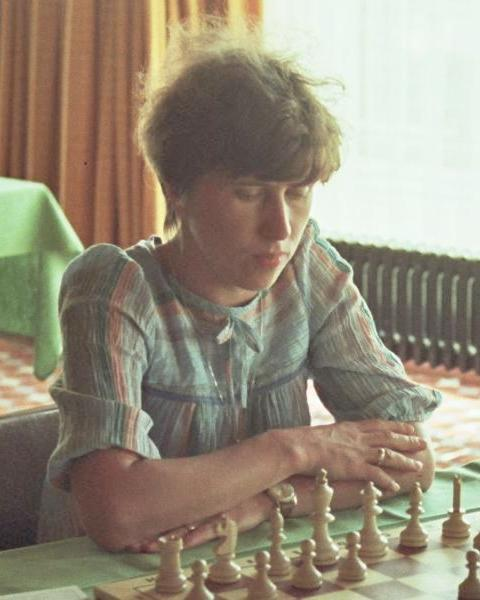
Марта Літинська 1967, 1977,1995
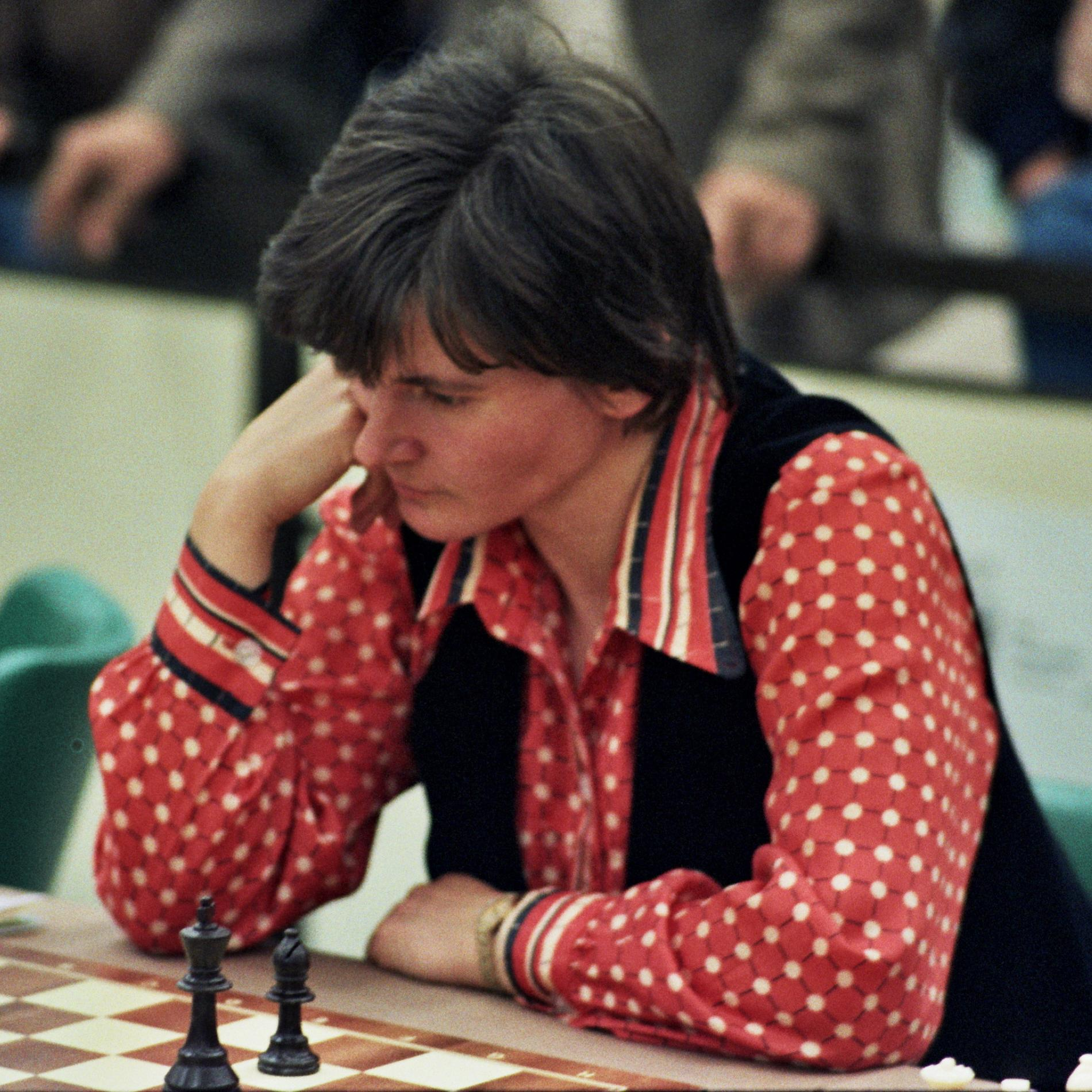
Лідія Семенова 1971, 1997
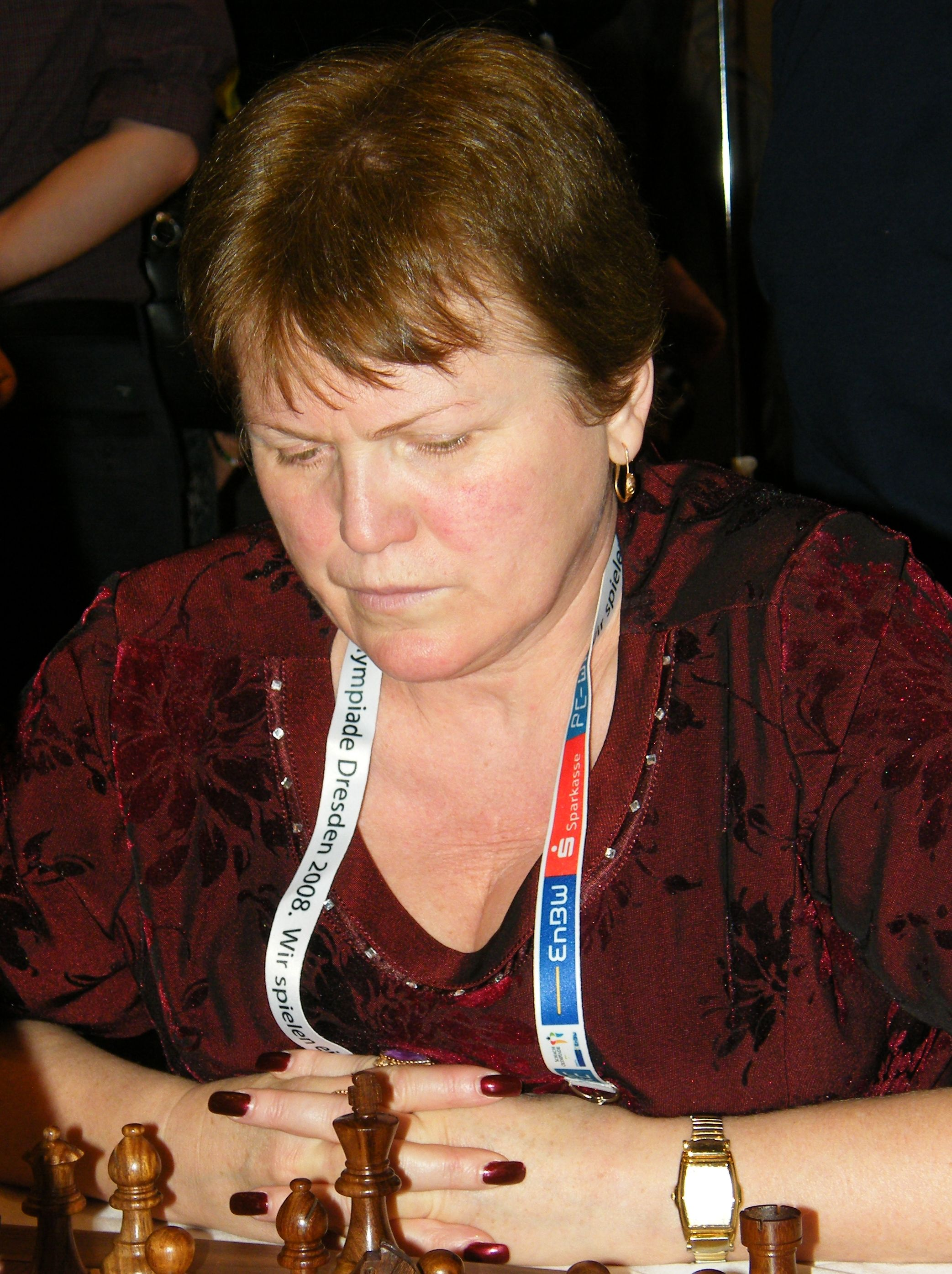
Любов Жильцова-Лисенко 1978
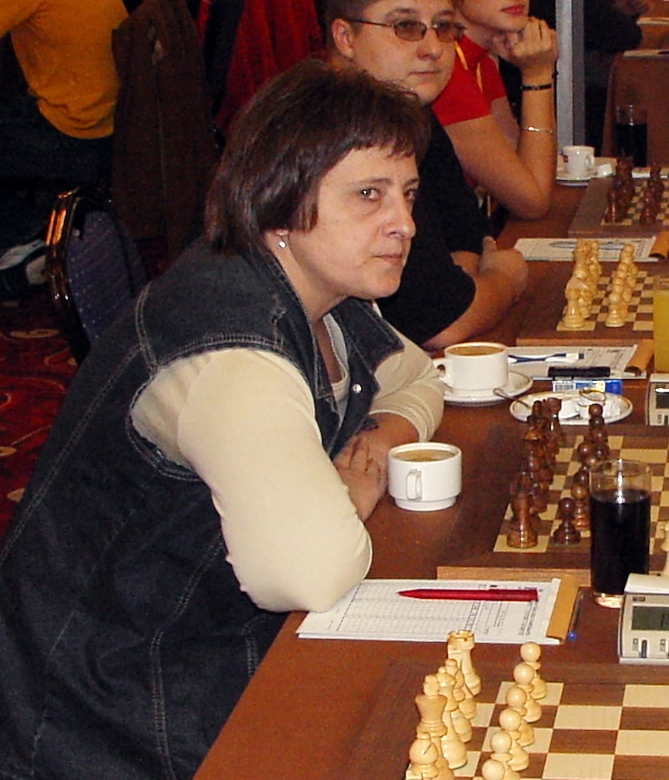
Ірина Челушкіна 1982, 1987
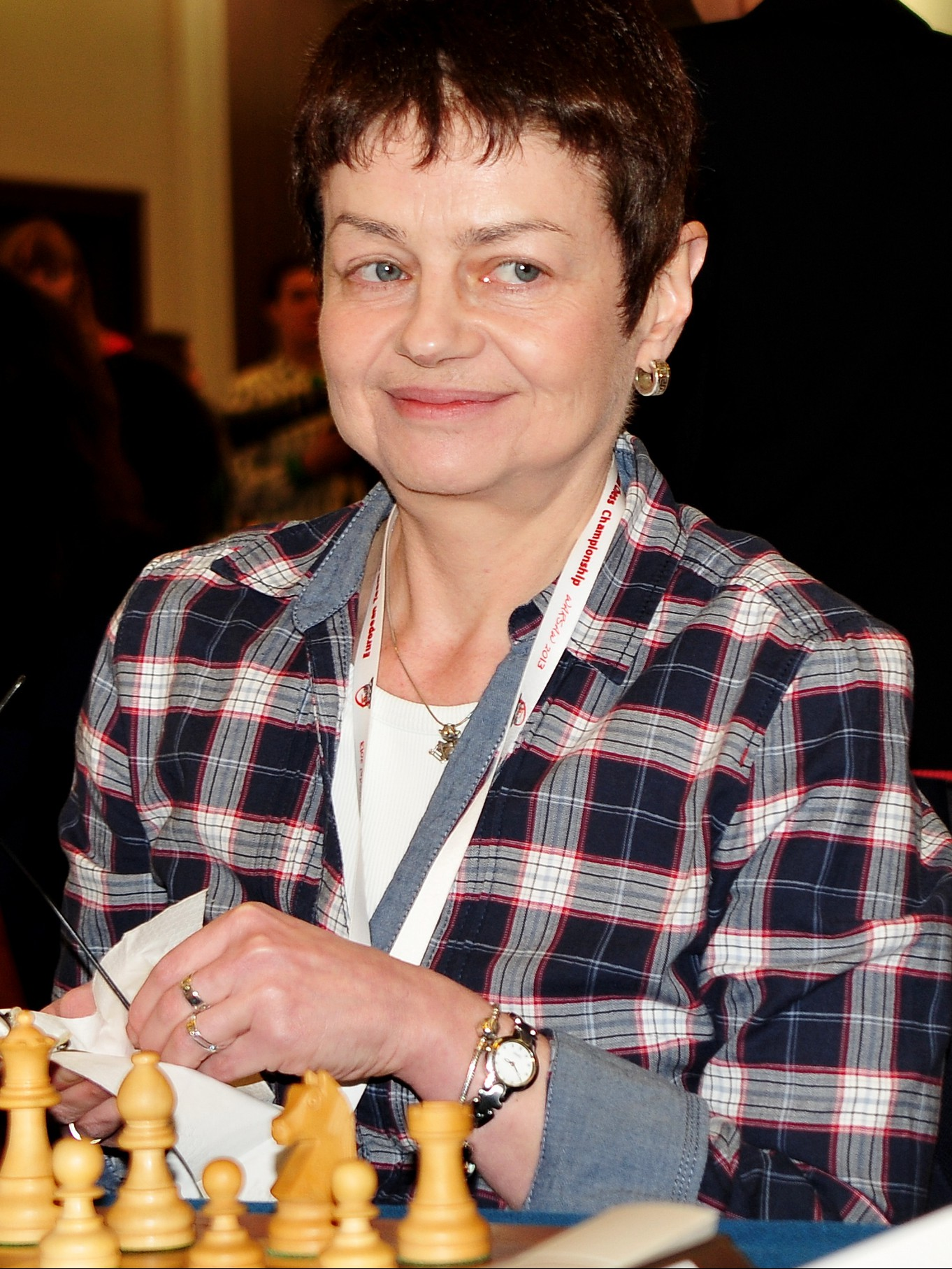
Зоя Лельчук 1986
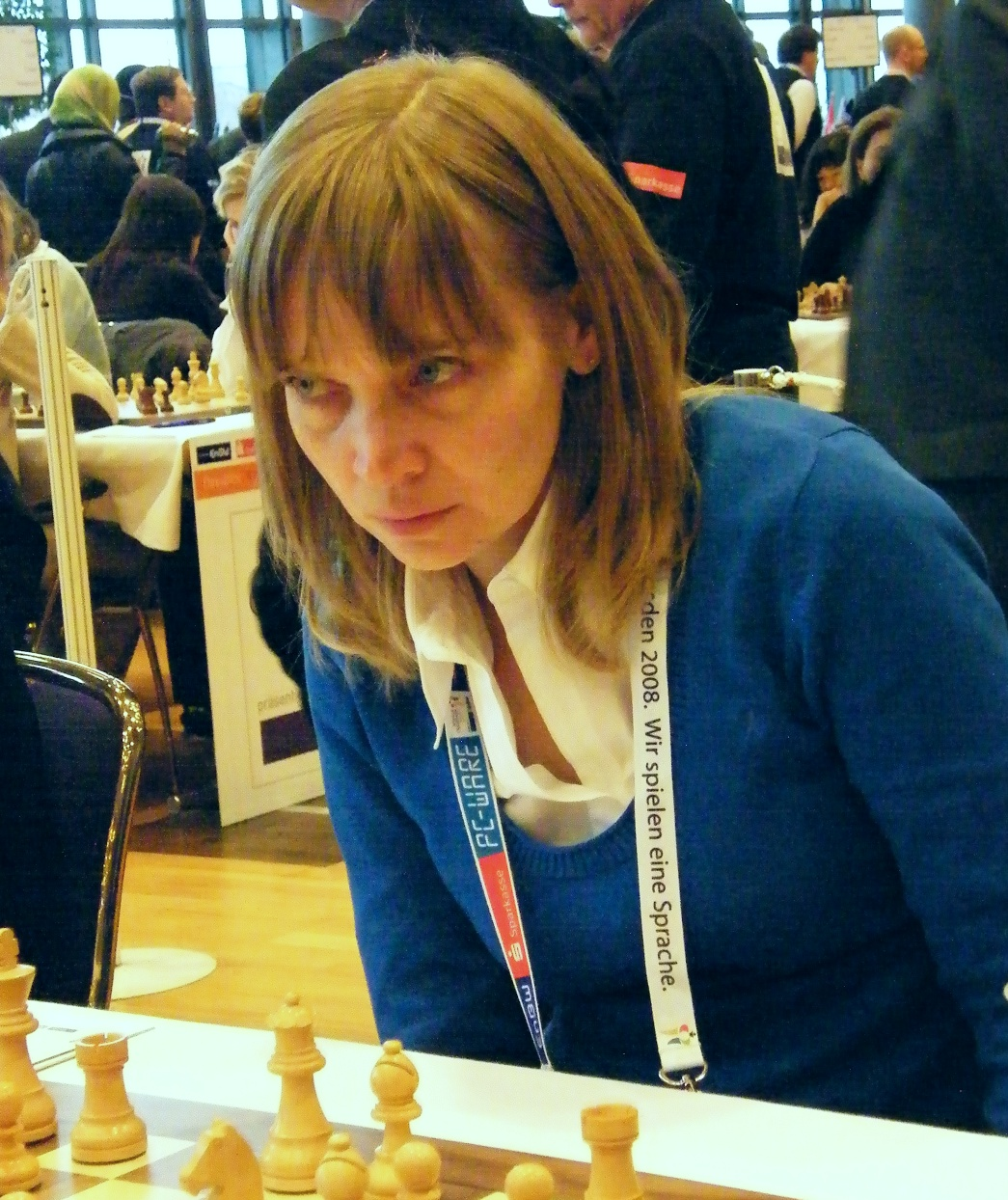
Олена Седіна 1988, 1990
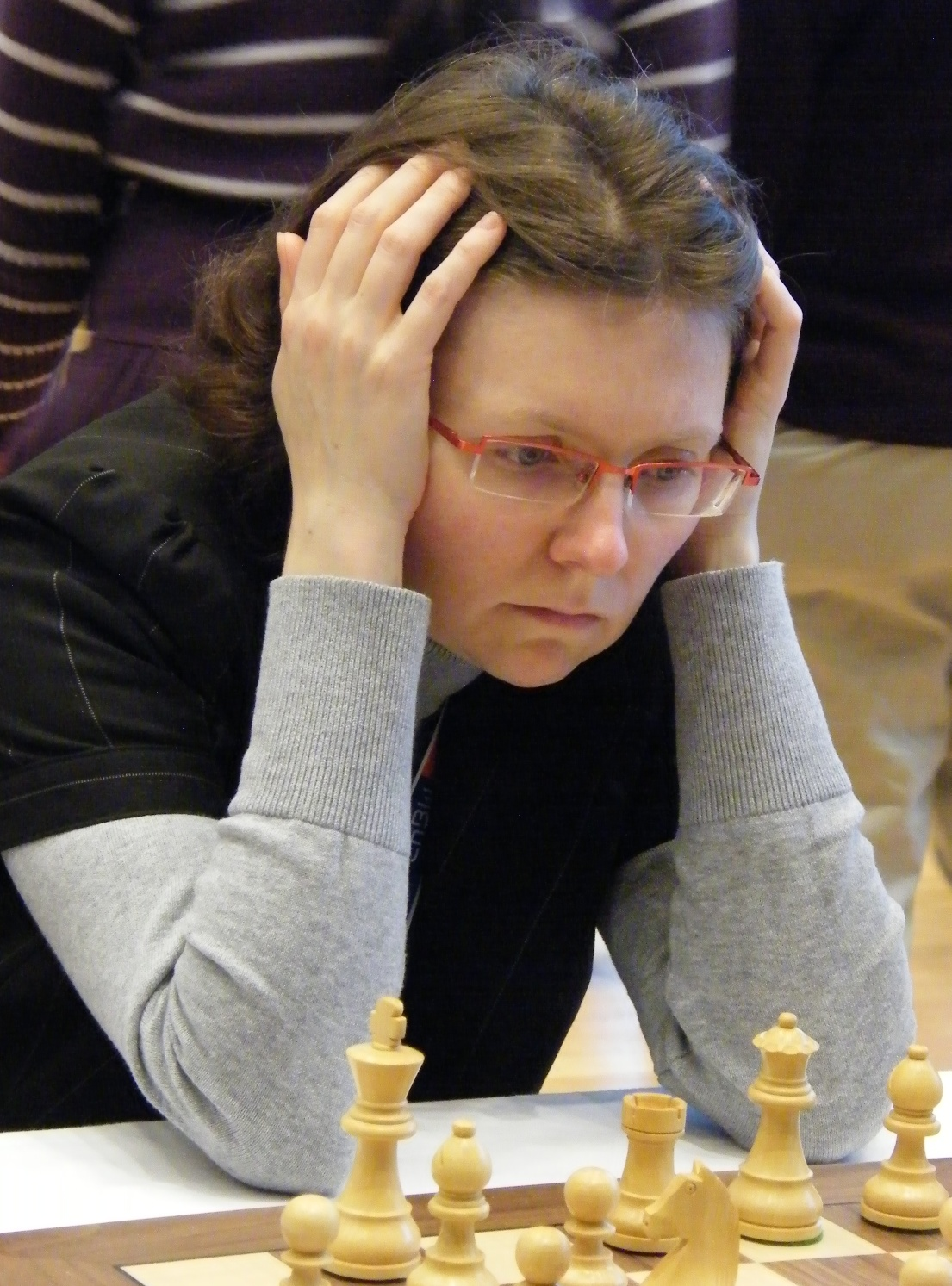
Марія Непеїна 1989, 1991,1992
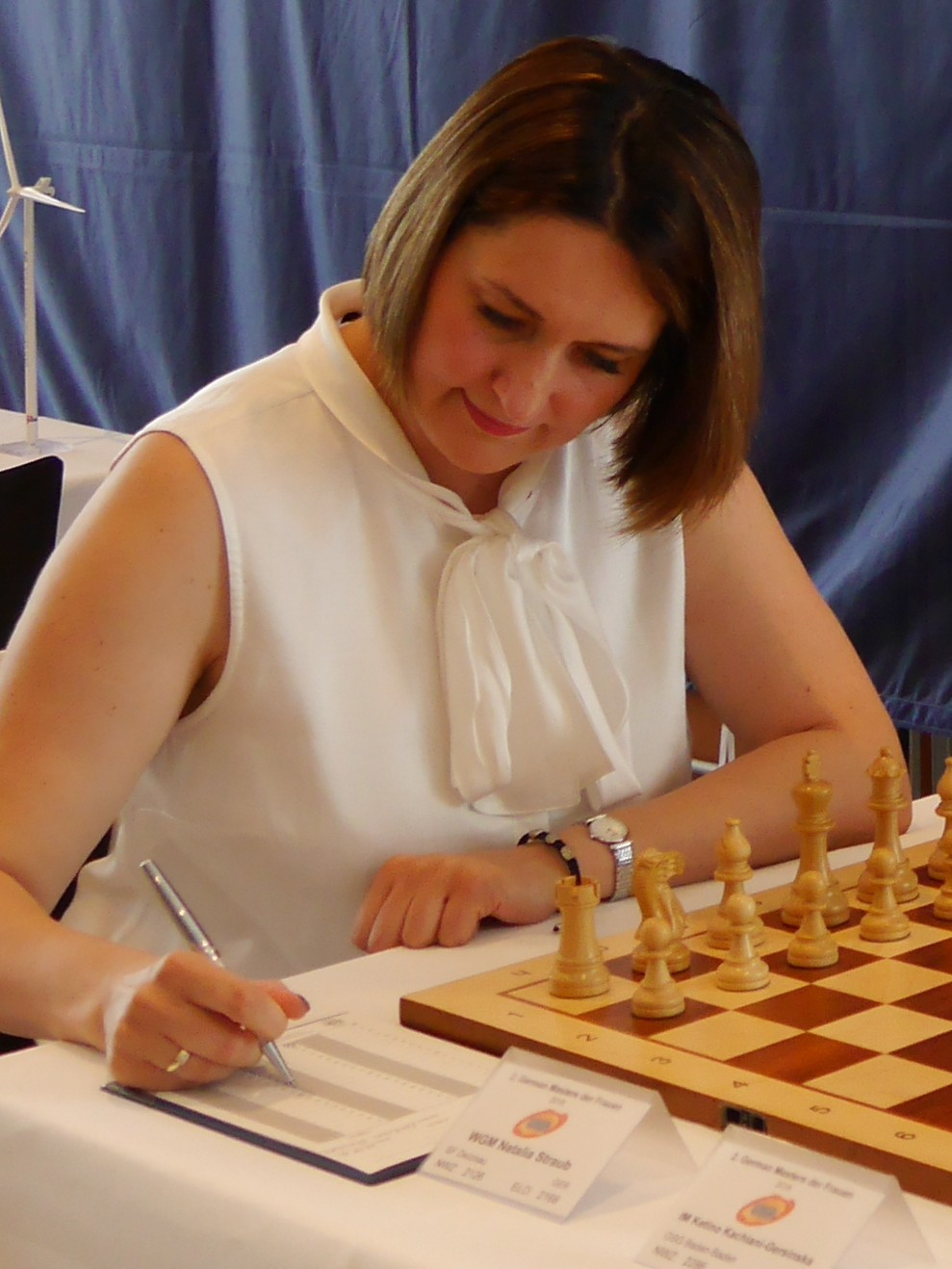
Наталія Кисельова 1994
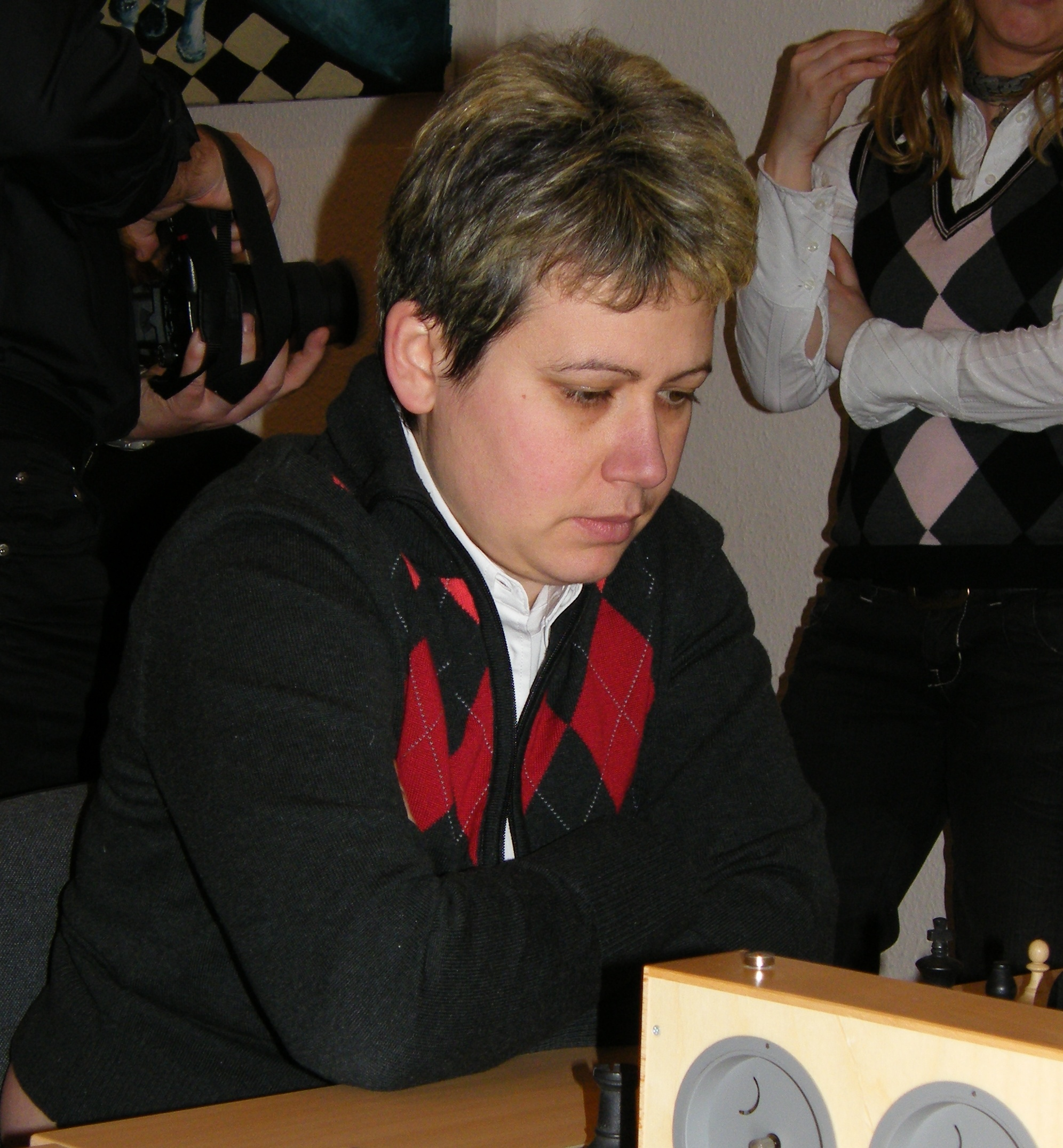
Тетяна Меламед 1996
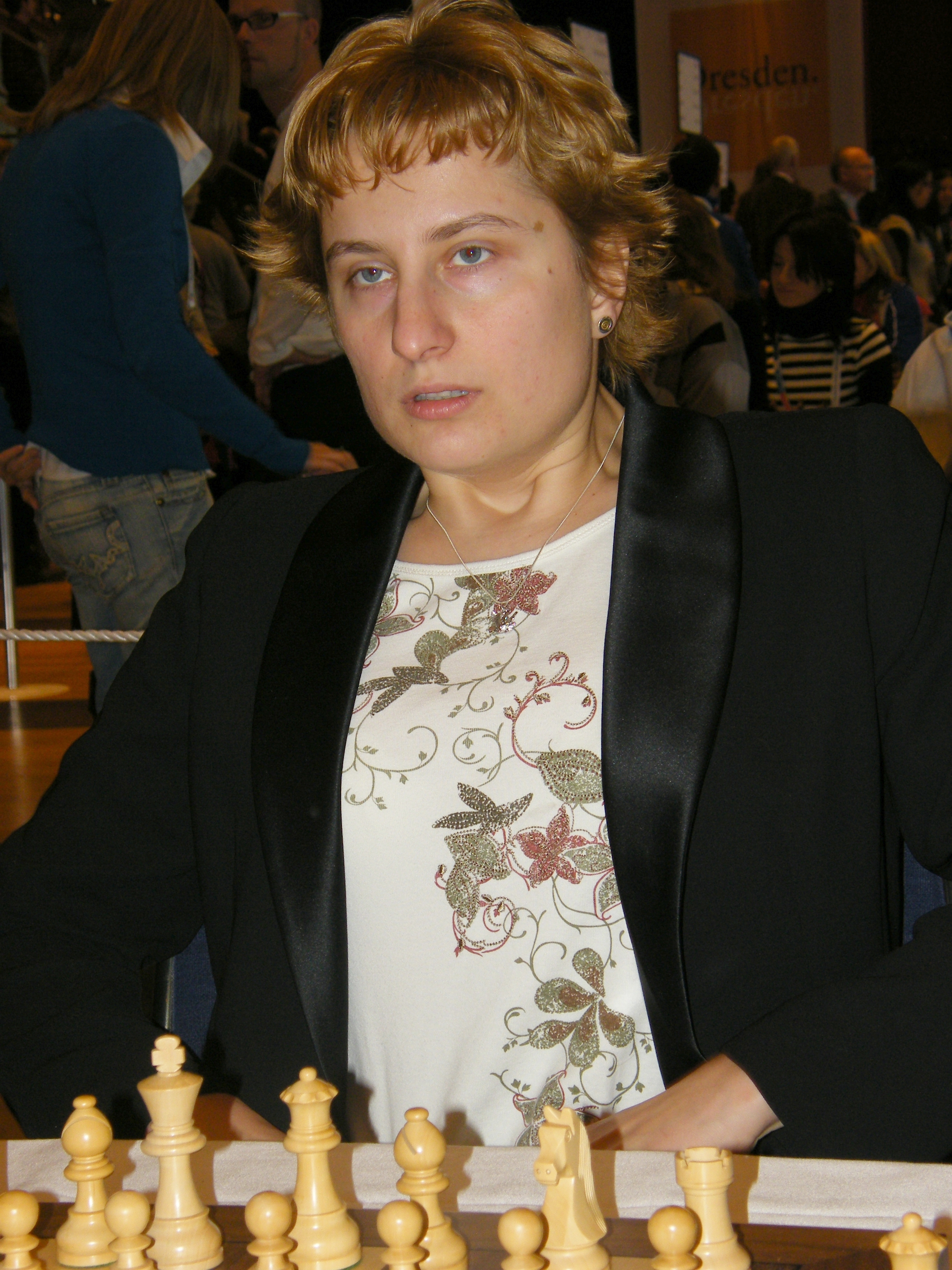
Катерина Рогонян 2000
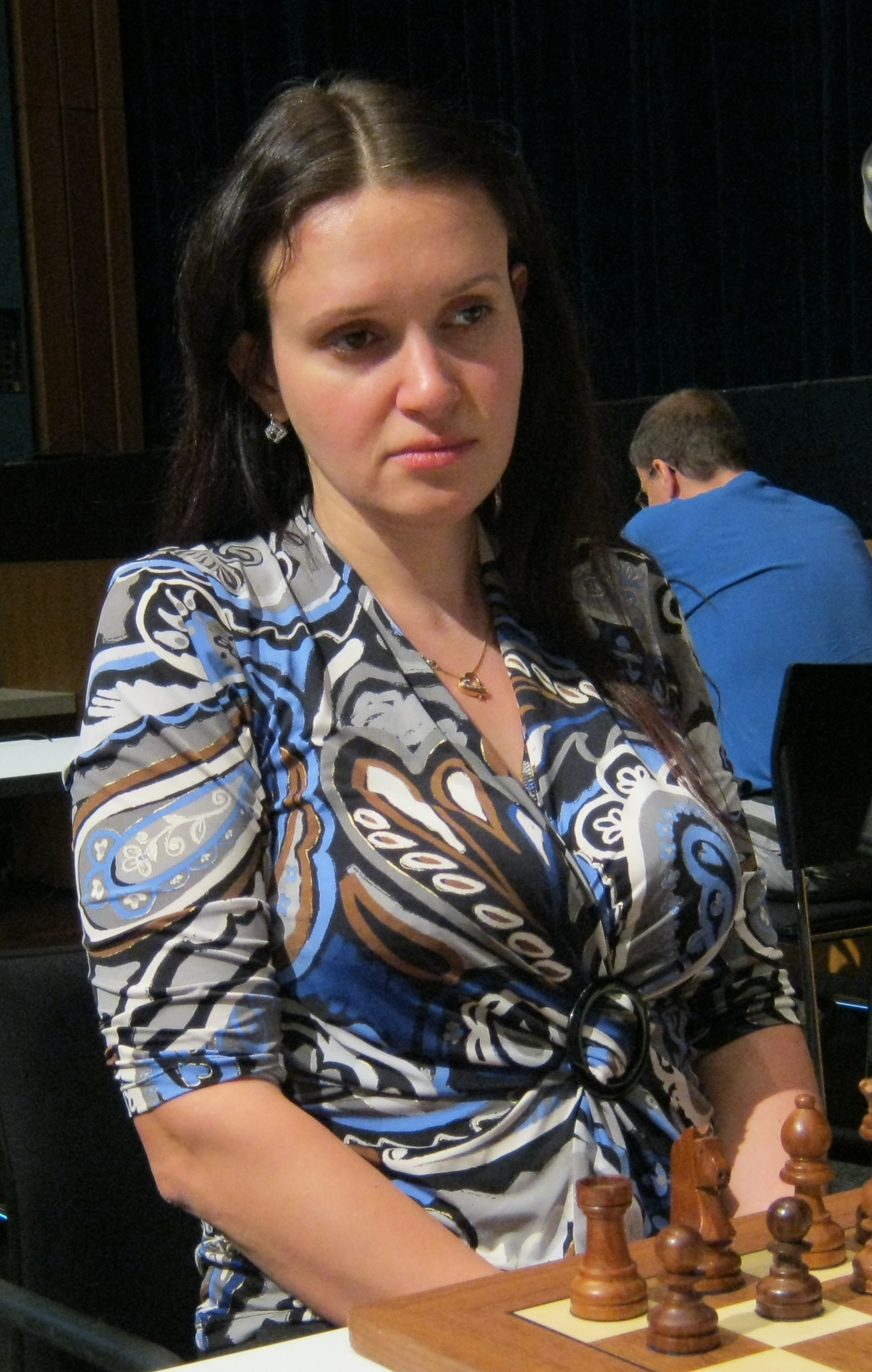
Анна Затонських 2001
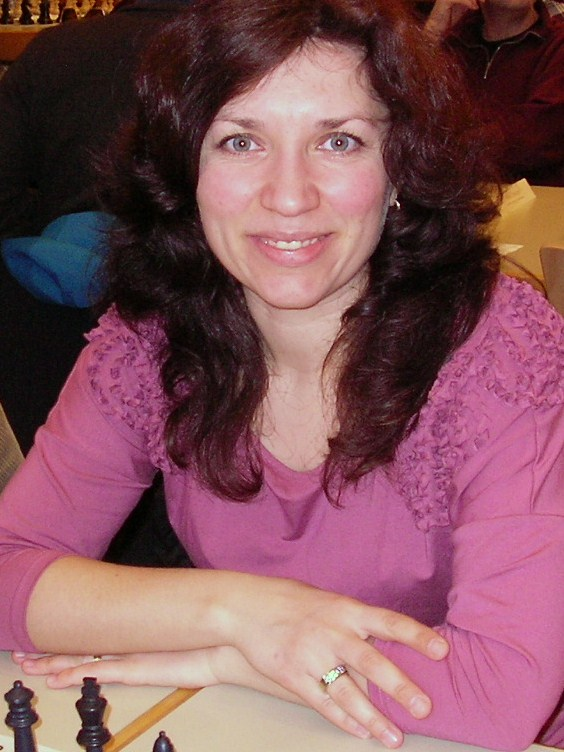
Тетяна Василевич 2002, 2007, 2010
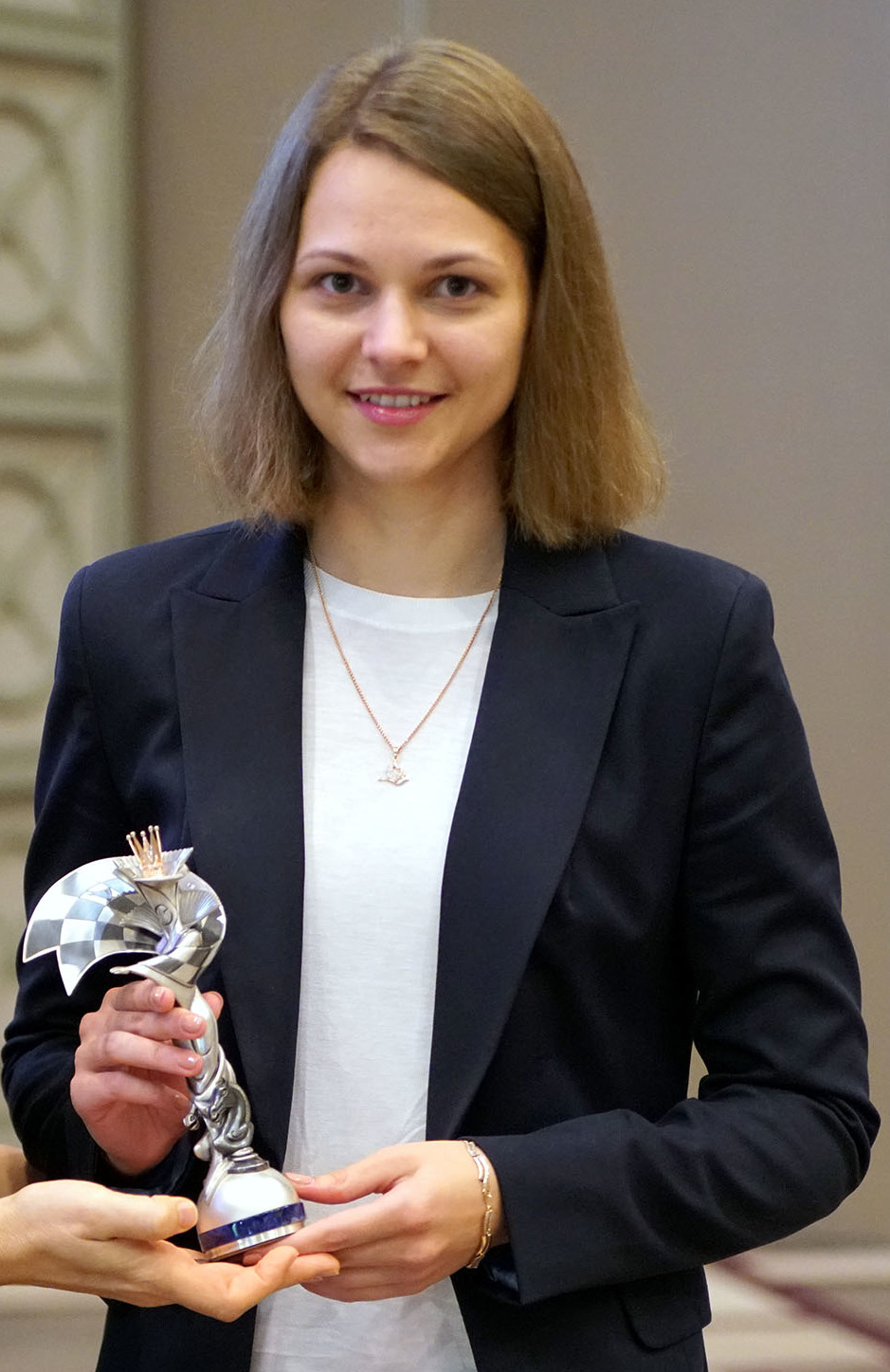
Анна Музичук 2003, 2014
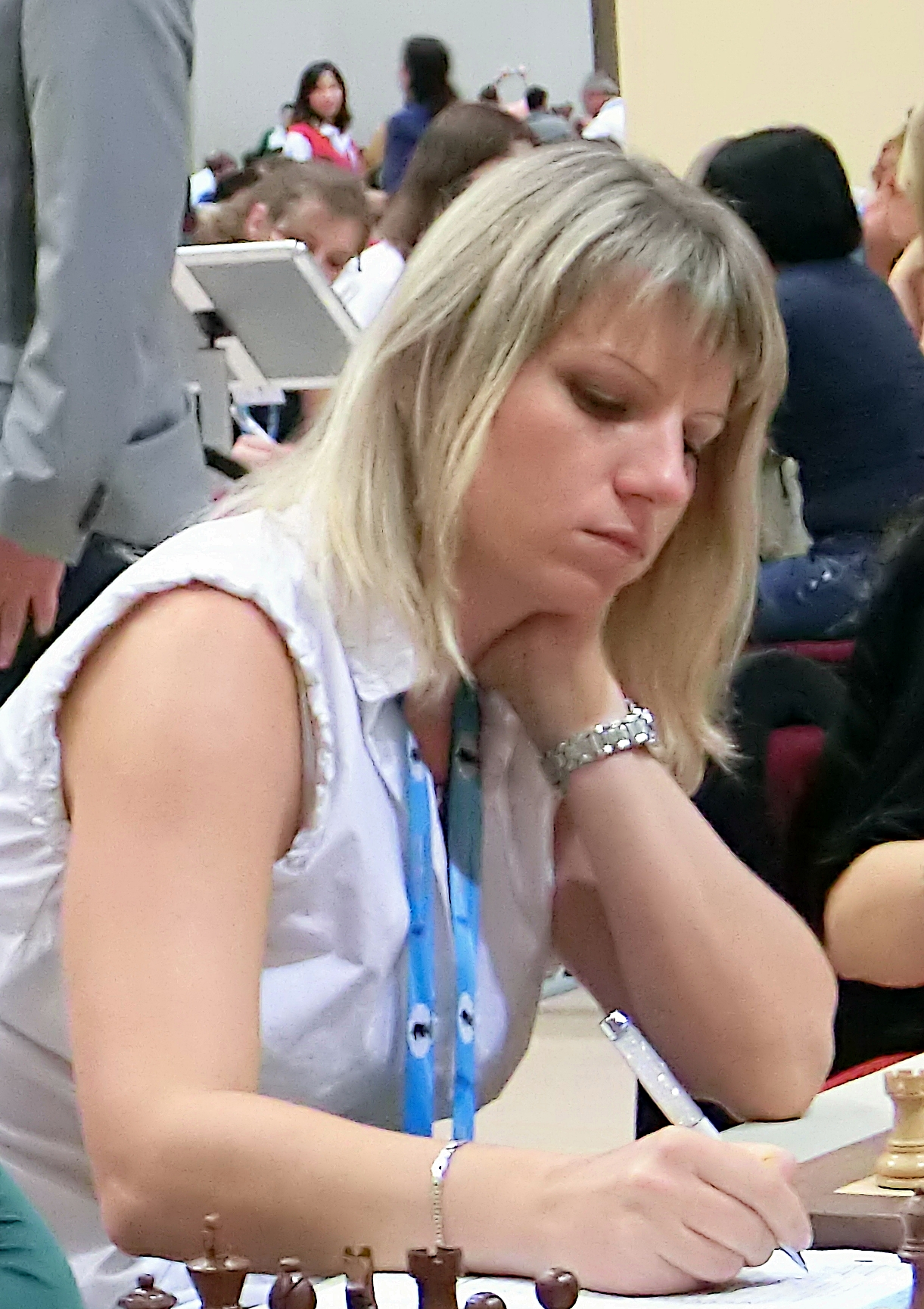
Ольга Олександрова 2004
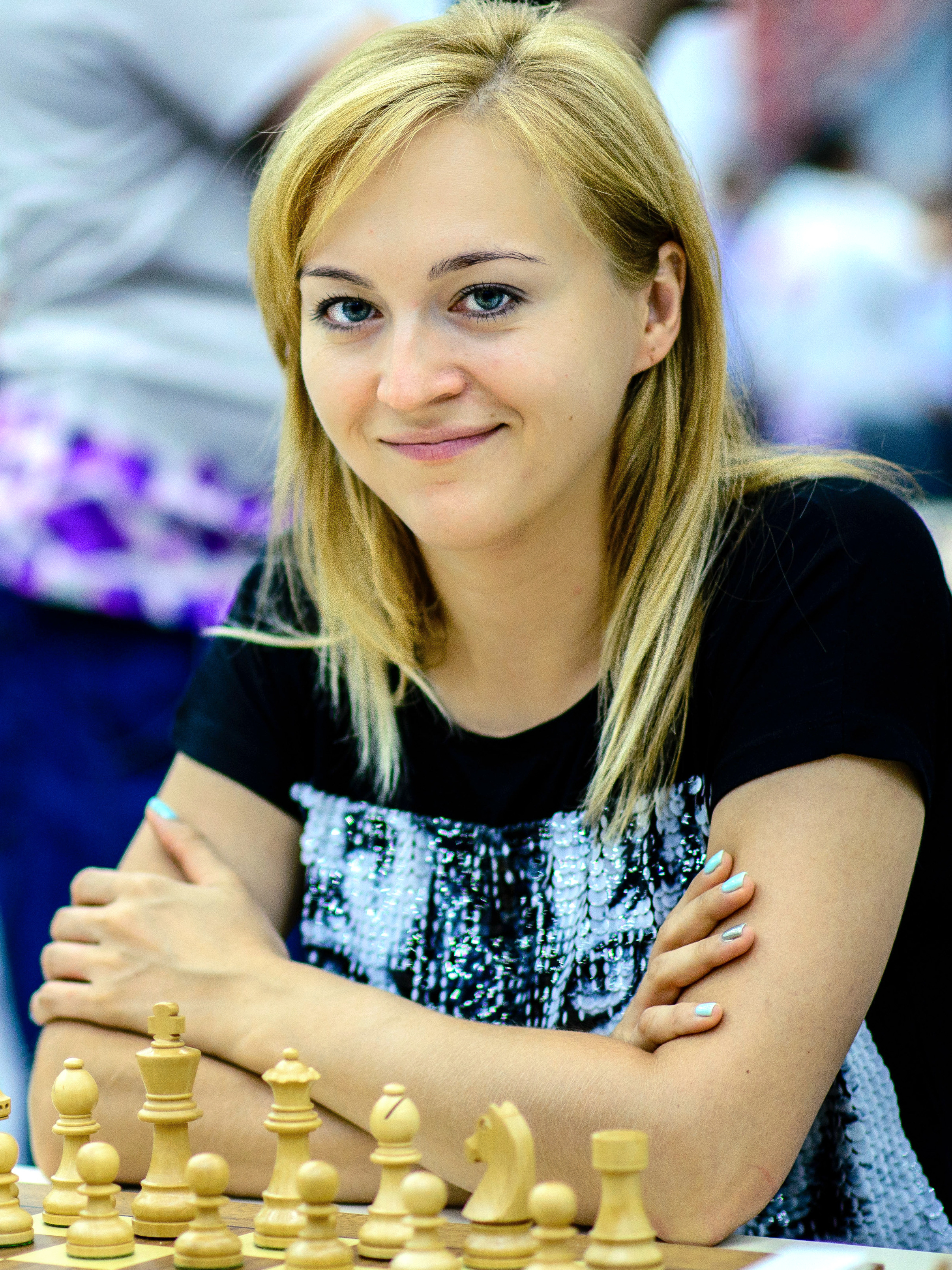
Анна Ушеніна 2005
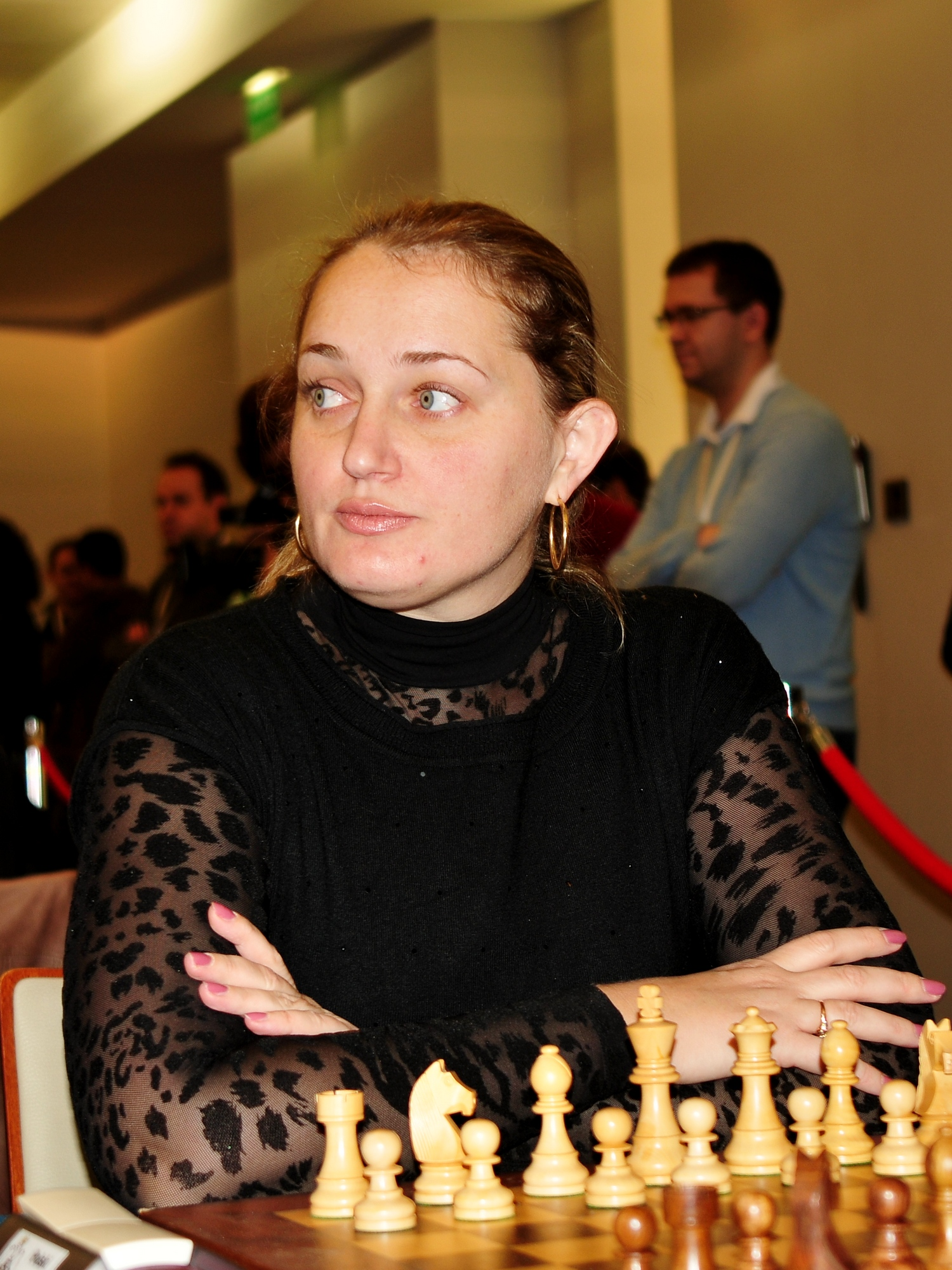
Інна Гапоненко 2008
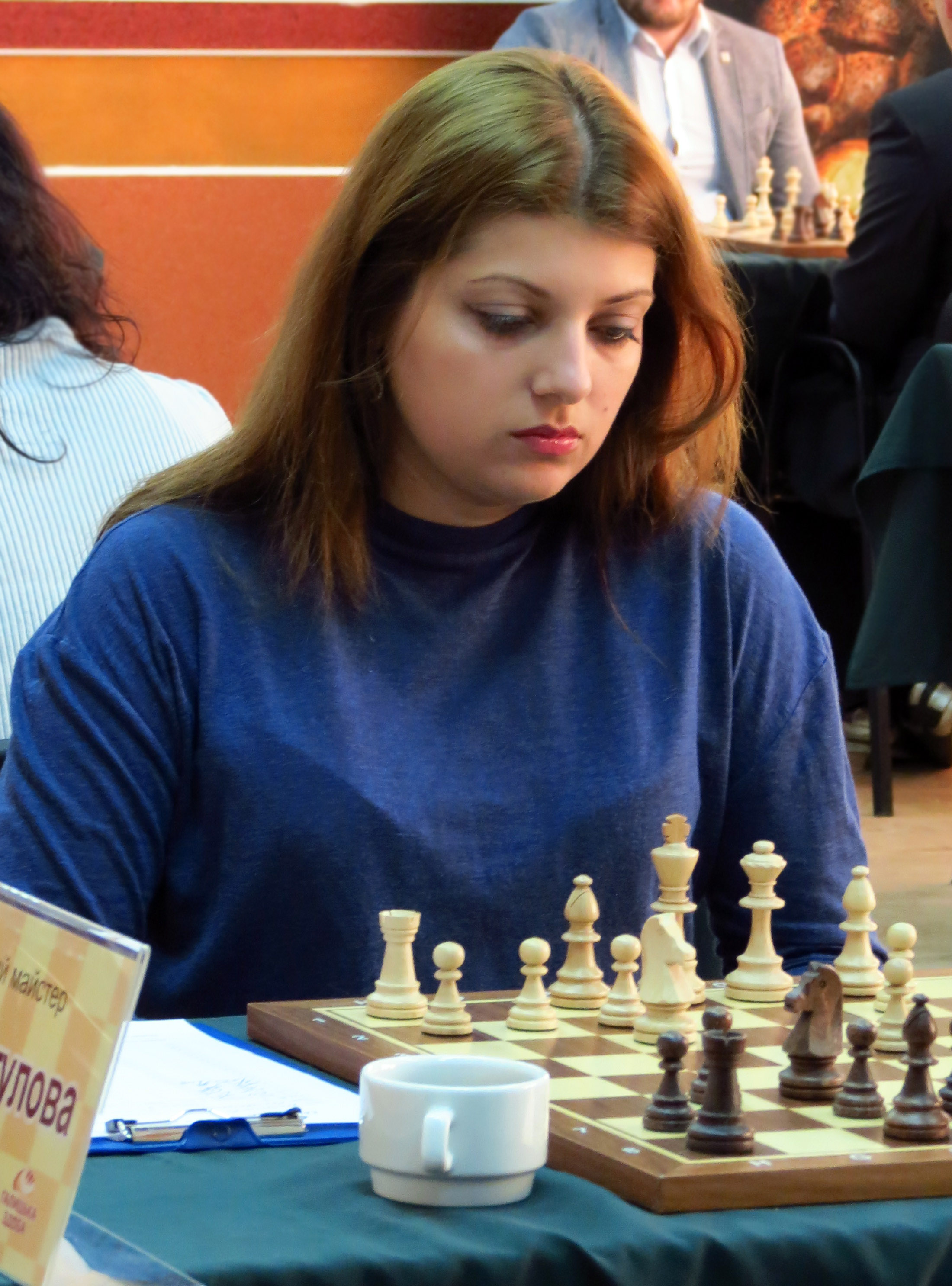
Євгенія Долуханова 2009
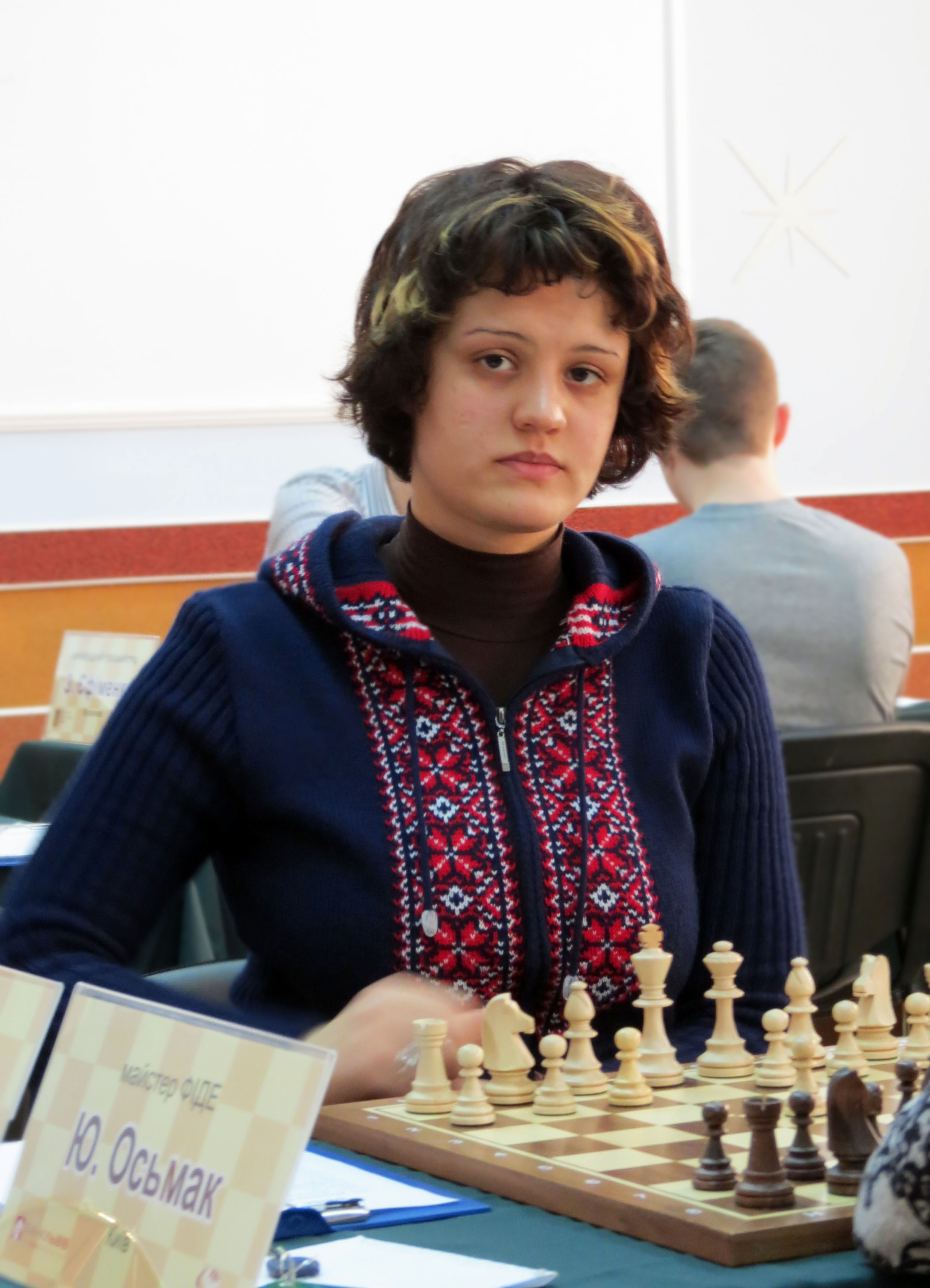
Катерина Должикова 2011, 2021
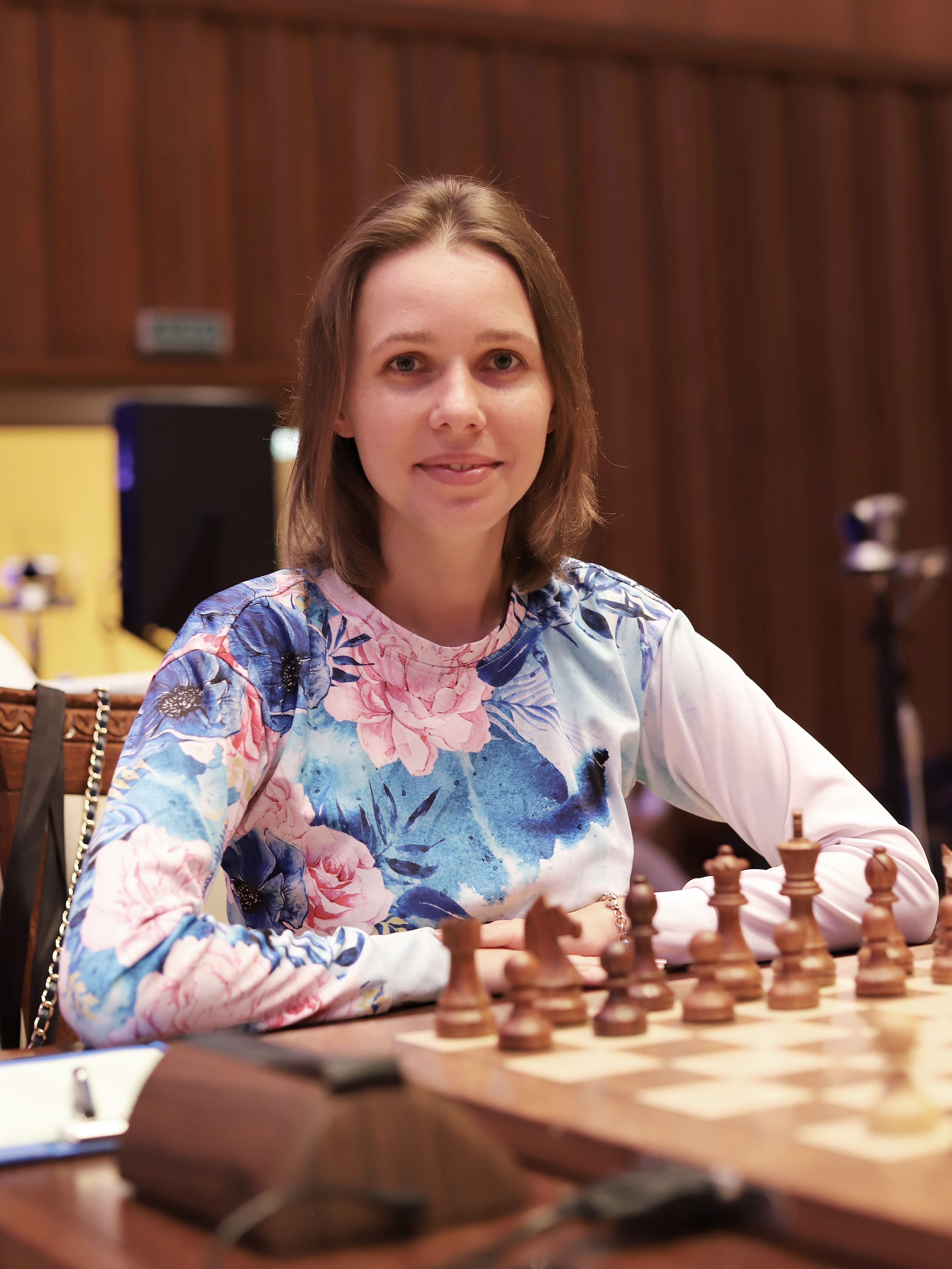
Марія Музичук 2012, 2013
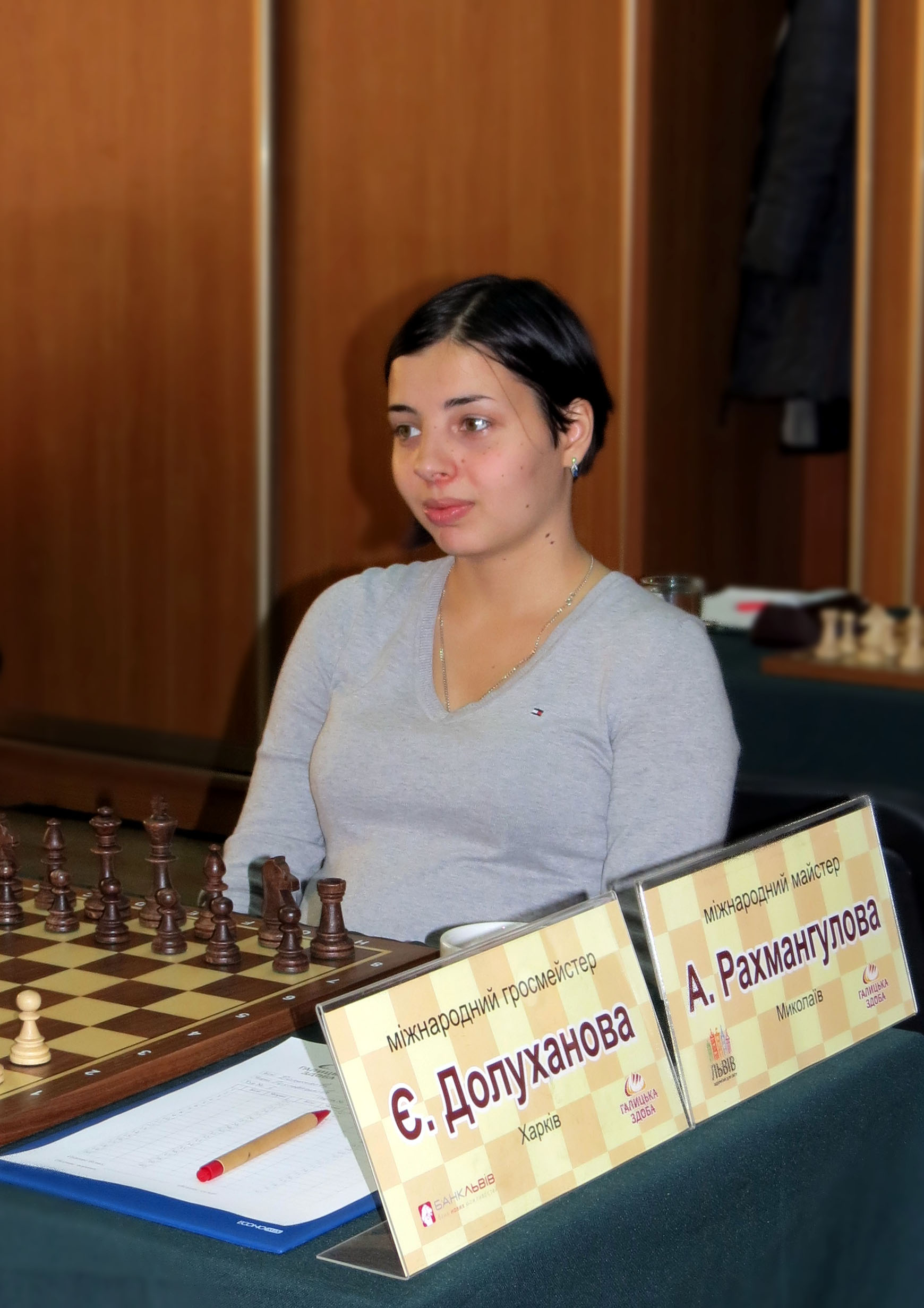
Анастасія Рахмангулова 2015
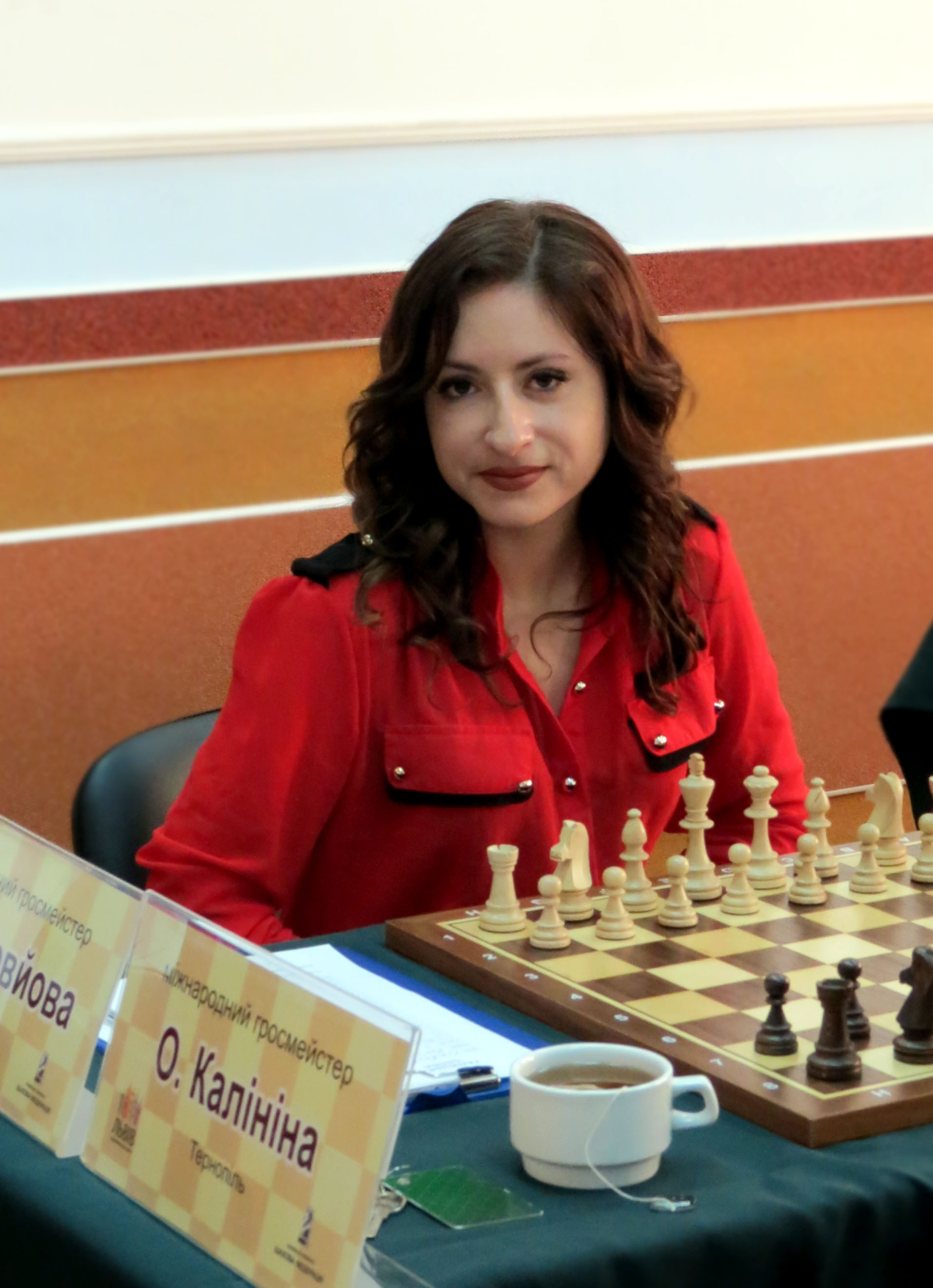
Ліза Соловйова (Малахова) 2016
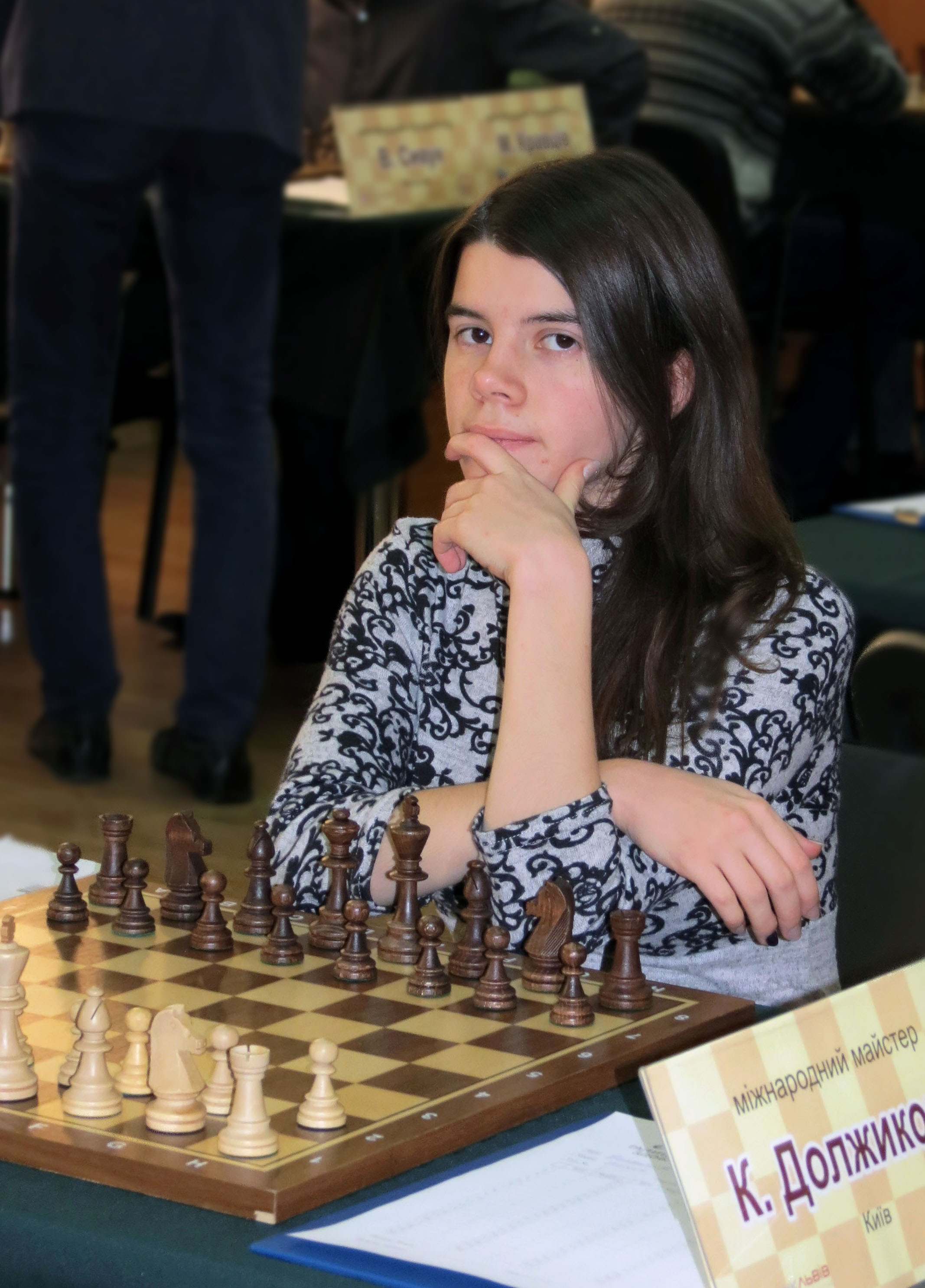
Юлія Осьмак 2017
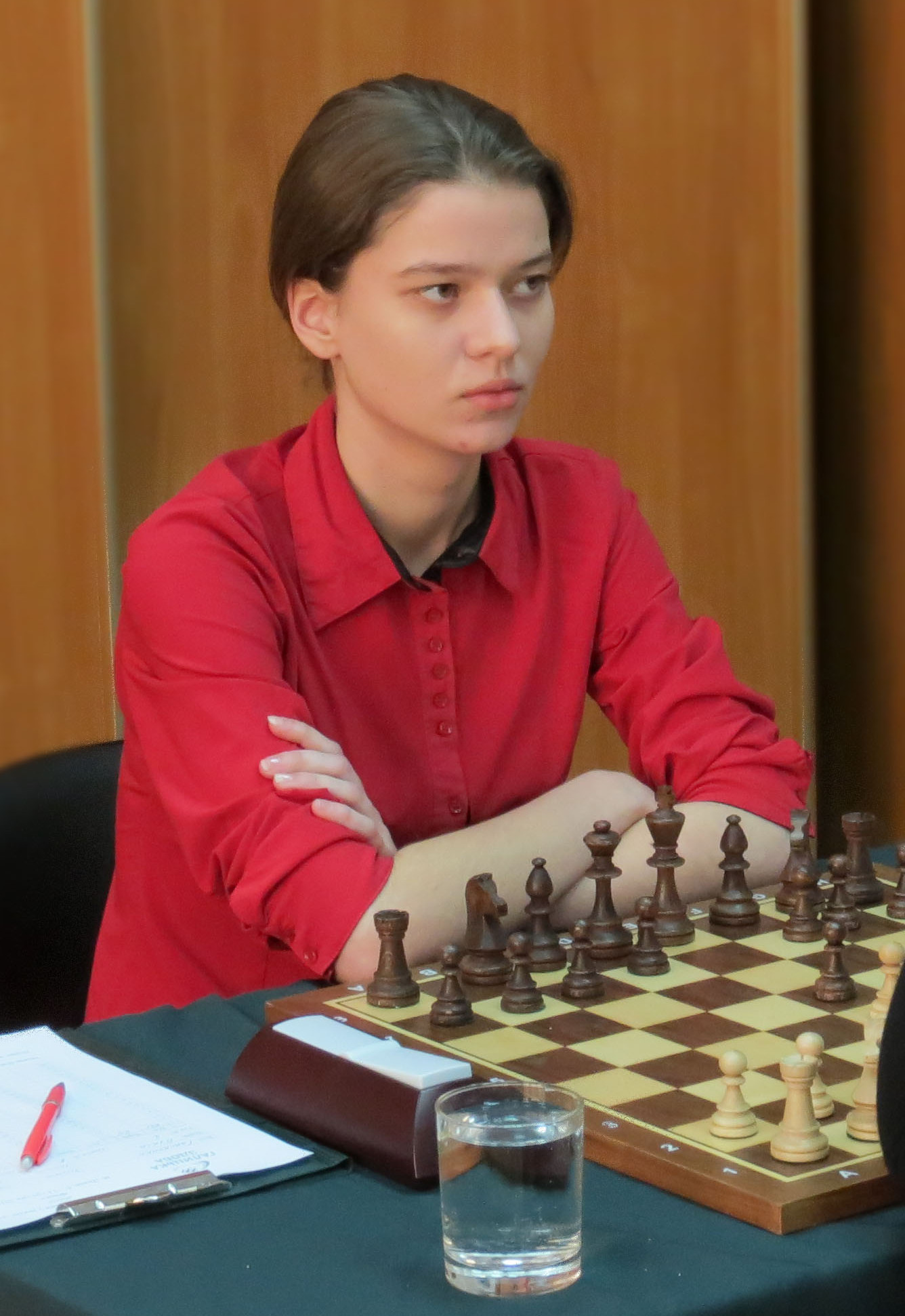
Наталія Букса 2018, 2020
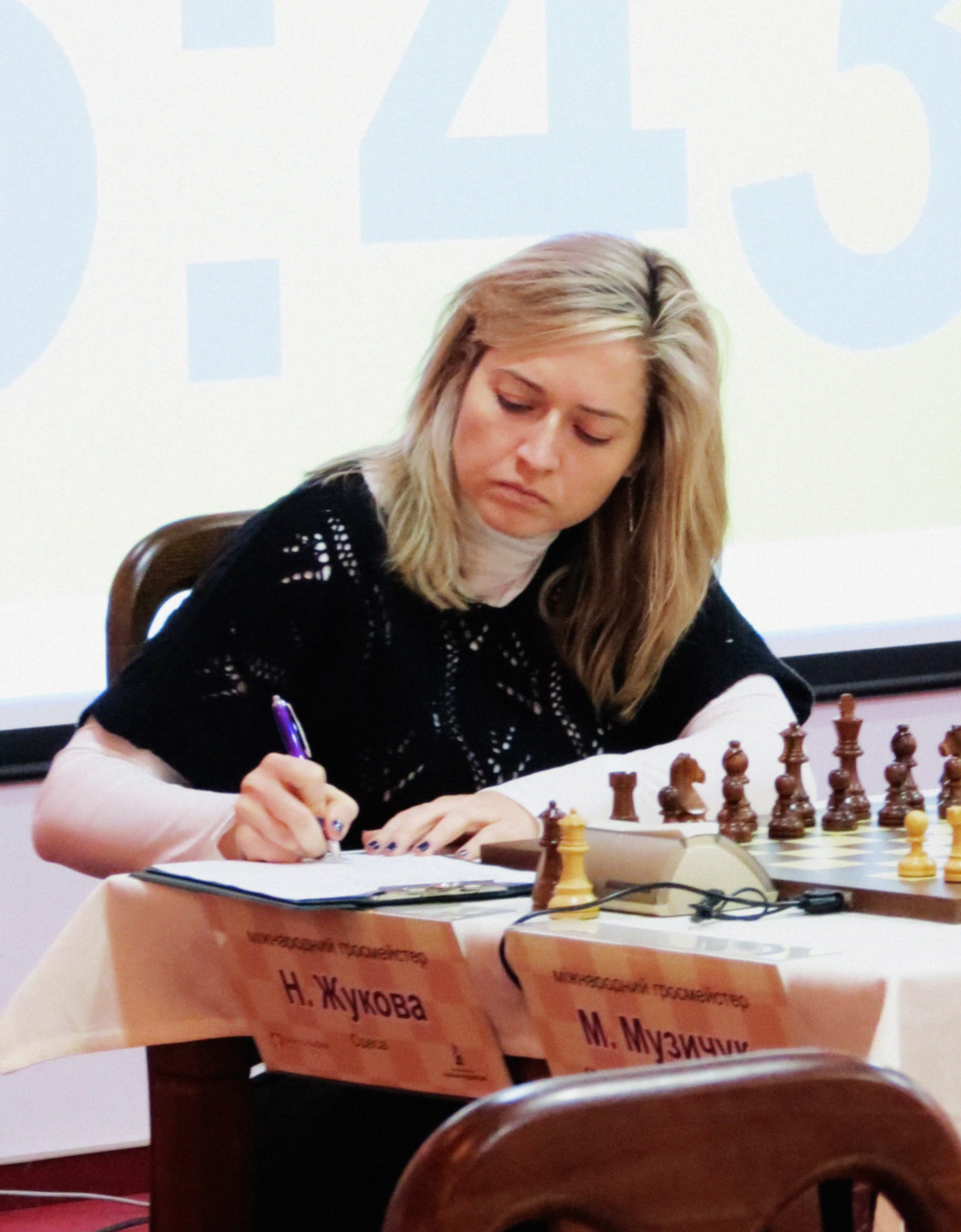
Наталія Жукова 2019
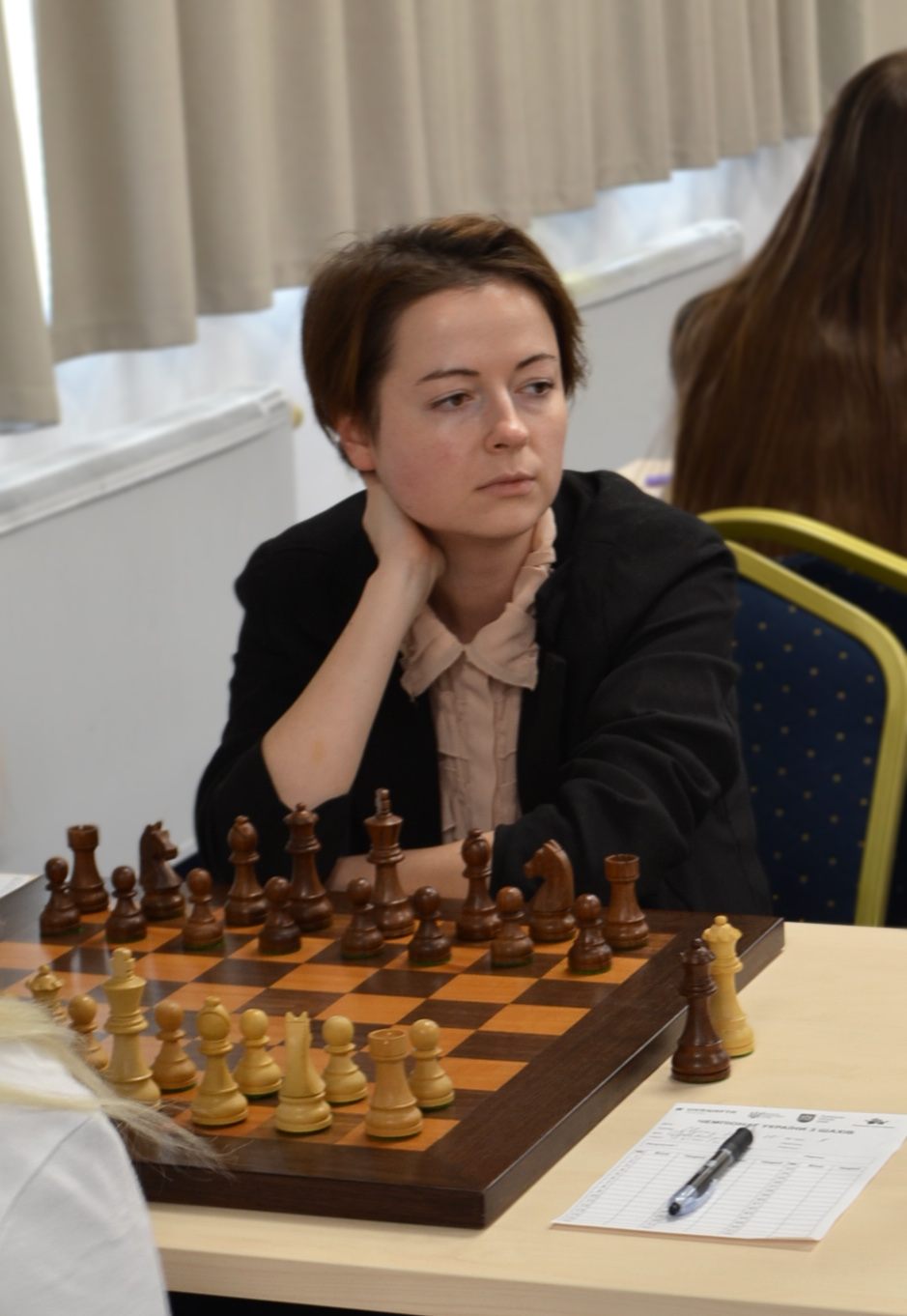
Маріца Цирульник 2023
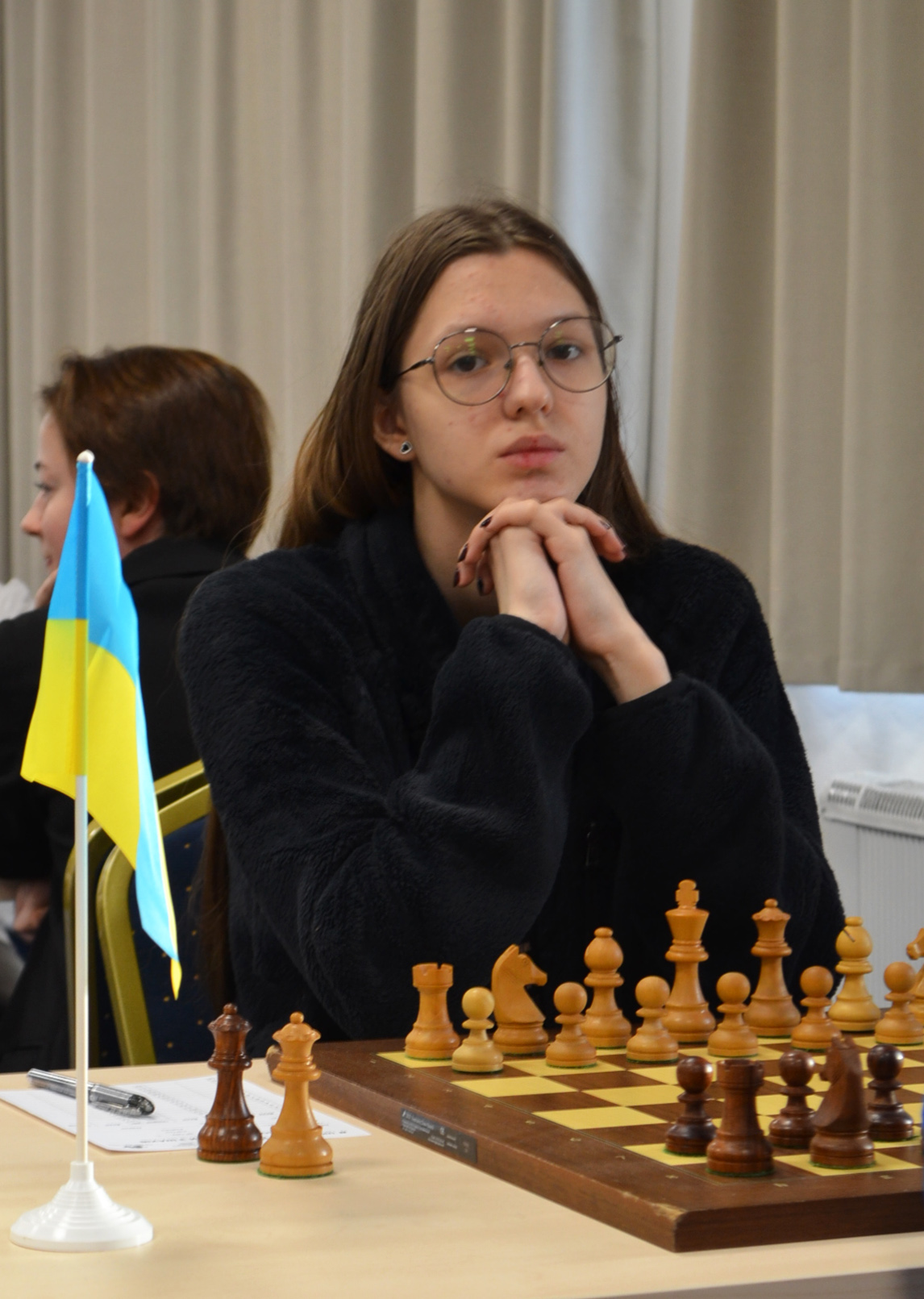
Євгенія Торопцева 2024